# Magdeburger Straßen/S
Nachfolgend werden Bedeutungen und Umstände der Namengebung von Magdeburger Straßen und ihre Geschichte aufgezeigt. Aktuell gültige Straßenbezeichnungen sind in Fettschrift angegeben, nach Umbenennung oder Überbauung nicht mehr gültige Bezeichnungen in Kursivschrift. Soweit möglich werden auch bestehende oder ehemalige Institutionen, Denkmäler, besondere Bauten oder bekannte Bewohnerinnen und Bewohner aufgeführt.
Die Liste erhebt zunächst noch keinen Anspruch auf Vollständigkeit.
Saalestraße; Stadtteil Industriehafen; PLZ 39126
Diese Straße wurde nach der Saale, einem Nebenfluss der Elbe, benannt.
Saalfelder Straße; Stadtteil Westerhüsen; PLZ 39122
Benannt wurde diese Straße nach der südlich von Rudolstadt in Thüringen gelegenen Stadt Saalfeld/Saale.
Saarbrücker Straße; Stadtteil Salbke; PLZ 39122
Die Straße wurde nach der Landeshauptstadt des Saarlands Saarbrücken benannt.
Saarstraße; Stadtteil Leipziger Straße; PLZ 39112
Später: Wachtturmstraße
Heute: Emanuel-Larisch-Weg
Die Straße erhielt ihren Namen zum Gedenken an die Besetzung des Saargebiets. Vor diesem Hintergrund erklärt sich auch die nach 1945 durchgeführte Umbenennung.
Sachsenring; Stadtteile Stadtfeld Ost und Altstadt; PLZ 39108
Vormals: Ringstraße
Die Benennung dürfte wohl auf das Land Sachsen zurückgehen. Die Straße war zusammen mit Adelheidring, Editharing, Kaiser-Otto-Ring und Hohenstaufenring Teil einer frühen westlichen Umfahrung um die Stadt Magdeburg und ihre Festungsanlagen. Durch den Bau des Magdeburger Rings in den 1970er Jahren wurde der Sachsenring in drei Teilstücke getrennt, die nicht miteinander in Verbindung stehen.
Saefkowstraße; Stadtteil Sudenburg; PLZ 39116
Benannt nach dem Widerstandskämpfer gegen den Nationalsozialismus Anton Saefkow.
Salbker Chaussee; Stadtteile Ottersleben, Reform und Beyendorfer Grund; PLZ39116, 39118 und 39122
Vormals: Salbker Straße (westlicher Teil)
Diese Straße führt von Ottersleben in Richtung des heute zu Magdeburg gehörenden Ortes Salbke und trägt daher ihren Namen.
Salbker Straße; Stadtteil Leipziger Straße; PLZ 39120
Diese Straße führt aus Richtung von Sudenburg in Richtung des heute zu Magdeburg gehörenden Ortes Salbke und trägt daher dessen Namen.
Salbker Straße; Stadtteil Ottersleben; PLZ 39116
Heute: Salbker Chaussee (deren westlicher Teil)
Diese Straße führt von Ottersleben in Richtung des heute zu Magdeburg gehörenden Ortes Salbke und trug daher ihren Namen.
Salchauer Straße; Stadtteil Rothensee; PLZ 39126
Die Straße wurde im Jahr 1938 nach dem Dorf Salchau in der Colbitz-Letzlinger Heide benannt. Salchau war 1936 zur Errichtung eines Truppenübungsplatzes abgerissen und damit zur Wüstung geworden.
Salvador-Allende-Straße; Stadtteil Neustädter See; PLZ 39126
Benannt nach dem chilenischen Politiker Salvador Allende.
Institutionen, Bauwerke, Denkmäler:
- Schulkomplex Neustädter See, fünf in einem Komplex zusammengefasste Schulen vom Schultyp Erfurt 2 konzentrierten in unmittelbarer Nähe des Zoo Magdeburg 5000 Schüler, erbaut um 1972.
- Seeuferbebauung, 300 m lange Gebäudezeile aus 10- und 16-Geschossern in Plattenbauweise, erbaut zwischen 1973 und 1981
- Strandbad Neustädter See, mit Strahlenfontaine im See

Salzburger Straße; Stadtteil Leipziger Straße; PLZ 39112
Diese Straße war 1938 nach der in Österreich gelegenen Stadt Salzburg benannt worden. Ursprünglich führte diese Straße von der heutigen Semmelweisstraße als Verlängerung der Förderstedter Straße in einem Bogen auf die heutige Schneidlinger Straße. In der Zeit der DDR erfolgte jedoch eine Neubebauung und Überbauung der Straße. Die Förderstedter Straße wurde über die Semmelweisstraße nach Westen bis zur Innsbrucker Straße verlängert.
Salzmannstraße; Stadtteil Sudenburg; PLZ 39112
Vormals: Königsweg
Die Straße wurde nach dem Pädagogen Christian Gotthilf Salzmann benannt.
Salzstraße; Stadtteil Buckau; PLZ 39104
Diese wohl nach dem Mineral Salz benannte Straße ging östlich von der Schönebecker Straße ab, etwa auf halbem Weg zwischen den Straßen Sülzeberg und Am Wolfswerder. Die Straße ist noch im Adressbuch der Stadt von 1950/1951 als bewohnt geführt, besteht heute jedoch nicht mehr.
Salzwedeler Straße; Stadtteil Alte Neustadt; PLZ 39106
Benannt nach der im Norden Sachsen-Anhalts liegenden Stadt Salzwedel.
Samsweger Straße; Stadtteil Rothensee; PLZ 39126
Diese Straße wurde 1938 nach dem westlich von Wolmirstedt gelegenen Dorf Samswegen benannt.
Sandbreite; Stadtteil Buckau; PLZ 39104
Bei der Bezeichnung Sandbreite handelt es sich um die alte Flurbezeichnung des Gebiets auf dem die Straße angelegt wurde. Auf der Karte des Stadtkreises Magdeburg von 1838 wird die Sandbreite bereits verzeichnet und gehörte damals zur Feldmark des, damals jedoch bereits untergegangenen, Klosters Berge.
Sandgrubenweg; Stadtteil Salbke; PLZ 39122
Die Straße wurde 1938 benannt.
Sandsteinweg; Stadtteil Alt Olvenstedt; PLZ 39130
Benannt nach dem Gestein Sandstein. Mit der Benennung folgte der Stadtrat am 7. Februar 2002 einem Vorschlag des Arbeitskreises Alt Olvenstedt, wobei für die Namen der Straßen im neuen Wohngebiet „An den Röthen“ Begriffe aus der Geologie gewählt wurden. Die Gesteine kommen im Stadtgebiet vor.
Sandtorstraße; Stadtteil Alte Neustadt; PLZ 39106
Der Name der Straße geht auf das einmal in der Nähe befindliche Sandtor zurück. Durch dieses Stadttor führte ein Weg aus der Neustadt zur Elbe.
Institutionen, Bauwerke, Denkmäler:
- Haus Nr. 22, Fraunhofer-Institut für Fabrikation und -automatisierung, Forschungskomplex, errichtet 1999.

Sarajevo-Ufer; Stadtteil Alte Neustadt; PLZ 39106
Der Weg in der Nähe der Elbe wurde am 11. Juli 2005 nach Sarajevo, einer Partnerstadt Magdeburgs, benannt. Bereits am 9. September 2004 hatte der Stadtrat beschlossen, die noch nicht mit einem Straßennamen gewürdigten Partnerstädte zukünftig zu berücksichtigen. Die Stadtverwaltung wurde beauftragt, entsprechende Vorschläge zu unterbreiten. Ein erster Vorschlag, der eine Benennung im Handelshafen vorsah, wurde jedoch nach kontroverser Diskussion im Stadtrat am 10. März 2005 zurückgezogen. Darauf folgte der letztlich beschlossene Vorschlag, der eine repräsentativere Benennung vorsah. Ursprünglich war die Schreibweise Sarajevoufer vorgesehen. Auf einen Änderungsantrag der Ratsfraktion Bündnis 90/Die Grünen wurde dann die heutige Schreibweise beschlossen. Südlich an das Sarajevo-Ufer schließt sich die unter den gleichen Voraussetzungen benannte Nashvillepromenade an.
Saturnweg; Stadtteil Reform; PLZ 39118
Benannt nach dem Planeten Saturn, dem sechsten und zweitgrößten Planeten unseres Sonnensystems.
Schadowstraße; Stadtteil Stadtfeld Ost; PLZ 39108
Vormals: Swinemünder Straße
Diese Straße dürfte nach dem preußischen Bildhauer Johann Gottfried Schadow benannt sein.
Schafanger; Stadtteil Prester; PLZ 39114
Die Straße erhielt – nach einem Vorschlag von Anwohnern – durch Beschluss des Stadtrates vom 9. November 2006 ihren Namen. Der Name nimmt Bezug auf einen Anger für Schafe, wobei jedoch unklar ist, ob in dem Bereich ursprünglich ein solcher bestand oder lediglich ein typischer ländlicher Name gesucht wurde.
Schäferbreite; Stadtteil Ottersleben; PLZ 39116
Vormals: Morgenstraße
 ?
Schäfferstraße; Stadtteil Leipziger Straße; PLZ 39112
Vormals:
- Schäfferstraße (bis 1. Juli 1954)
- Hans-Waldbach-Straße

Diese Straße wurde nach dem in Magdeburg tätigen Industriellen Bernhard Schäffer benannt.
Schafwäsche; Stadtteil Ottersleben; PLZ 39116
 ?
Schanzenweg; Stadtteile Fermersleben und Buckau; PLZ 39104
 ?
Schanzenweg; Stadtteil Werder; PLZ 39114
Später: Sixt-von-Armin-Weg
Heute: Heinrich-Heine-Weg
Dieser durch den Rotehornpark verlaufende Weg führte zum Fort XII, einer Schanze der Festung Magdeburg
Scharnhorstplatz; Stadtteil Altstadt; PLZ 39104
Heute: Friedensplatz
Diese Straße wurde nach dem preußischen General Gerhard von Scharnhorst benannt.
Scharnhorstring; Stadtteil Neu Olvenstedt; PLZ 39130
Diese Straße wurde nach dem preußischen General Gerhard von Scharnhorst benannt.
Scharnhorststraße; Stadtteil Altstadt; PLZ 39104
Heute: Haeckelstraße
Diese Straße wurde nach dem preußischen General Gerhard von Scharnhorst benannt.
Scharrnstraße; Stadtteil Altstadt; PLZ 39104
Vormals:
- Im neuen Scharrn auch Im neuen Fleischscharrn (bis 1807)
- Neue Scharmstraße

Diese Straße ging nördlich des Ratswaageplatzes von der Ostseite des Breiten Wegs ab. Sie verlief dann nach Osten und knickte rechtwinklig nach Norden ab, um in die Margaretenstraße zu münden. Im Zuge des sich nicht an die gewachsene Stadtstruktur haltenden Wiederaufbaus der Stadt in der Zeit der DDR nach den schweren Zerstörungen des Zweiten Weltkrieges wurde diese Straße überbaut. An den ehemaligen Einmündungen dieser Straße befinden sich heute jeweils in Plattenbauweise errichtete Wohngebäude.
Als Scharrn wurde der Fleischmarkt bezeichnet. Ein alter Scharrn (auch als Scharm bezeichnet) befand sich dichter am Alten Markt. Der später entstandene neue Scharrn, von dem die Straße ihren Namen ableitete, dürfte bereits vor 1235 entstanden sein, da der Fleischmarkt sich im Mittelalter zunächst vor den Stadtmauern befinden musste und das Gebiet der Scharrnstraße bereits bei einer Stadterweiterung um 1235 in die Stadt eingegliedert wurde. Vor 1235 lief die Straße außen an der Stadtmauer entlang. Dieser Scharrn lag in etwa an der Einmündung der Scharrnstraße in den Breiten Weg. Die Fleischstände befanden sich wohl nur auf der südlichen Seite der Scharrnstraße. Nach der Zerstörung Magdeburgs im Dreißigjährigen Krieg 1631 wurde zunächst nur der Alte Scharrn als Fleischmarkt genutzt. 1641 fand dann die Wiedereinrichtung des neuen Scharrns statt. Im Jahr 1662 erhielt der Besitzer des an der Einmündung zum Breiten Weg liegenden Gebäudes Breiter Weg 70 die Erlaubnis, drei vor seinem Gebäude in der Scharrnstraße befindliche Stände zu überbauen. 1675 wurde die Überbauung noch ausgedehnt. Bis zu ihrer Zerstörung verengte sich die Scharrnstraße daher unmittelbar vor ihrer Einmündung auf den Breiten Weg deutlich.
Nachdem der Alte Scharrn überbaut worden war, fiel der zur Unterscheidung dienende Vorsatz Neue weg. Bis 1730 gehörte auch der östliche Teil der Margarethenstraße zur Scharrnstraße, die damit im Zick-Zack bis zur Grünearmstraße führte.
Schartaustraße; Stadtteil Alte Neustadt; PLZ 39106
Diese Straße wurde nach Sofie Schartau und dem von ihr 1473 gestifteten Hospital Schartau benannt.
Institutionen, Bauwerke, Denkmäler:
- Haus Nr. 1–3, Magdeburger Mühlenwerke, Industriearchitektur, erbaut um 1910.

Schawinskyweg; Stadtteil Ottersleben; PLZ 39116
Benannt nach dem Fotografen und Maler Alexander Schawinsky.
Die Benennung erfolgte durch den Stadtrat am 8. Juni 2000, war jedoch umstritten. Die Treuhandliegenschaftsgesellschaft mbH (TLG) wollte ein neues Wohngebiet mit 9 neuen Straßen erschließen. Die TLG schlug zur Benennung im Wesentlichen Magdeburger Künstler, so auch Alexander Schawinsky, vor. Hiergegen wandte sich die Bürgerinitiative „Bürger für Ottersleben“ e. V. Sie schlug alte Flurbezeichnungen und dörfliche Begriffe zur Benennung vor. Der Schawinskyweg sollte danach „Zum Hünengrab“ heißen und Bezug auf das ehemalige Hünengrab Ottersleben nehmen. Die CDU-Ratsfraktion brachte einen entsprechenden Änderungsantrag in den Stadtrat ein. Zur Begründung hieß es, Benennungen nach Personen seien in dem Gebiet eher unüblich und es fehle eine Verbindung zu Ottersleben. Der Änderungsantrag fand im Kommunal- und Rechtsausschuss eine Mehrheit. Im Stadtrat wurde der Antrag jedoch abgelehnt, so dass die Straße nach Alexander Schawinsky benannt wurde.
Scheelestraße; Stadtteil Neue Neustadt; PLZ 39124
Die Benennung der Straße erinnert an den deutsch-schwedischen Chemiker Carl Wilhelm Scheele. Scheele (1742–1786) entdeckte viele chemische Verbindungen und Elemente, so auch den Sauerstoff.
Scheffel-Privatstraße; Stadtteil Stadtfeld Ost; PLZ 39108
Diese Straße wurde nach dem deutschen Schriftsteller des 19. Jahrhunderts Joseph Victor von Scheffel benannt.
Scheidebuschstraße; Stadtteil Rothensee; PLZ 39126
 ?
Scheller-Privatweg; Stadtteil Diesdorf; PLZ 39110
Heute: Remkersleber Weg (seit 1938)
 ?
Schellheimerplatz; Stadtteil Stadtfeld Ost; PLZ 39108
Vormals: Körnerplatz
Benannt nach dem Antifaschisten Johann Schellheimer.
Schellingstraße; Stadtteil Altstadt; PLZ 39104
Vormals: Schwerinstraße
Diese Straße wurde nach dem deutschen Philosophen Friedrich Wilhelm Joseph von Schelling (1775–1854) benannt.
Schenkendorfstraße; Stadtteil Stadtfeld Ost; PLZ 39108
Die Straße wurde nach dem deutschen Schriftsteller Max von Schenkendorf (1783–1817) benannt.
Schermcker Weg; Stadtteil Diesdorf; PLZ 39110
Diese Straße wurde nach dem nordöstlich von Oschersleben gelegenen Dorf Schermcke benannt.
Schermener Weg; Stadtteil Neue Neustadt; PLZ 39124
Vormals: Kilimandscharoweg
Heute: ?
Diese Straße war nach dem südlich von Burg (bei Magdeburg) gelegenen Dorf Schermen benannt.
Schierker Straße; Stadtteil Lemsdorf; PLZ 39118
Benannt wurde diese Straße nach dem im Harz gelegenen Ort Schierke. Viele Straßen in der Nachbarschaft tragen als Namen geografische Bezeichnungen aus dem Harz.
Schifferstraße; Stadtteil Alte Neustadt; PLZ 39106
 ?

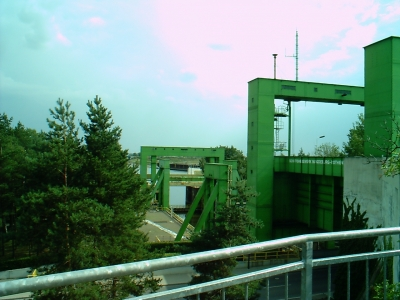
Schiffshebewerk Rothensee

Schiffshebewerk; Stadtteil Barleber See; PLZ 39126
Diese Straße ist nach dem direkt anliegenden Schiffshebewerk Rothensee benannt.
Institutionen, Bauwerke, Denkmäler:
- Schiffshebewerk Rothensee, erbaut 1938.
- Siedlung Schiffshebewerk, erbaut 1927 und 1938.

Schiffswerft; Stadtteil Werder; PLZ 39114
Heute: ?
Diese Straße war nach einer dort befindlichen Schiffswerft benannt.
Schildergasse; Stadtteil Altstadt; PLZ 39104
Vormals:
- Schilderschlippenhorn
- Schilderschlippe

Heute: unbenannt
Die Schildergasse verlief von der Ostseite des Breiten Wegs zur ehemaligen Goldschmiedebrücke, dem heutigen nördlichen Abschnitt der Regierungsstraße. Im Zuge des sich nicht an die gewachsene Stadtstruktur haltenden Wiederaufbaus der Stadt in der Zeit der DDR nach den schweren Zerstörungen des Zweiten Weltkrieges wurde diese Straße zum Teil überbaut. Nur wenige Meter weiter nördlich verläuft heute jedoch ein Durchgang vom Breiten Weg zur Regierungsstraße, etwa auf halbem Weg zwischen Bärstraße und heutiger Goldschmiedebrücke.
Der Name Schildergasse (auch Schilderschlippe) rührte daher, dass sich im Mittelalter, vermutlich noch bis 1523, an der Ecke zur Goldschmiedebrücke das Innungshaus der Schilderer (Maler) befand und man dort in das Gebäude schlüpfen konnte.
Schilfbreite; Stadtteile Hopfengarten und Leipziger Straße; PLZ 39120
Bei der Bezeichnung Schilfbreite handelt es sich um die alte Flurbezeichnung des Gebiets auf dem die Straße angelegt wurde. Auf der Karte des Stadtkreises Magdeburg von 1838 wird die Schilfbreite bereits verzeichnet und gehörte damals zur Feldmark des, damals jedoch bereits untergegangenen, Kloster Berge.
Institutionen, Bauwerke, Denkmäler:
- Wohnkomplex Schilfbreite, erbaut ab 1953; Erweiterung in Plattenbauweise 1968 bis 1977.

Schillerplatz; Stadtteil Diesdorf; PLZ 39110
Heute: ?
Dieser Platz war nach dem deutschen Dichter der Klassik Friedrich Schiller (1759–1805) benannt.
Schillerstraße; Stadtteil Stadtfeld Ost; PLZ 39108
Diese Straße wurde nach dem deutschen Dichter der Klassik Friedrich Schiller (1759–1805) benannt.
Schillerweg; Stadtteil Stadtfeld Ost; PLZ 39108
Diese Straße wurde nach dem deutschen Dichter der Klassik Friedrich Schiller (1759–1805) benannt.
Institutionen, Bauwerke, Denkmäler:
- Haus Nr. 1-4, Wohnanlage Schillerweg, unter Denkmalschutz stehende Wohnanlage, errichtet in den Jahren 1933/34.

Schillstraße; Stadtteil Altstadt; PLZ 39104
Heute: Schlachthofweg
Diese Straße war nach dem preußischen Offizier Ferdinand von Schill benannt. Der westliche Teil dieser Straße wurde durch den Magdeburger Ring überbaut, wodurch die Verbindung zur Schlachthofstraße unterbrochen wurde.
Schinkelstraße; Stadtteil Alte Neustadt; PLZ 39106
Vormals: Alemannstraße (bis 1931)
Die Benennung der Straße erinnert an den bekannten preußischen Architekten Karl Friedrich Schinkel (1781–1841), der auch im Raum Magdeburg mehrere Werke schuf. Bis 1931 war sie der östliche Teil der Alemannstraße und wurde dann unter Zweckmäßigkeitserwägungen als eigene Straße geführt.
Schlachthofstraße; Stadtteil Stadtfeld Ost; PLZ 39108
Diese Straße wurde nach dem ehemals direkt westlich der Straße gelegenen Schlachthof Magdeburg benannt.
Schlachthofweg; Stadtteil Altstadt; PLZ 39104
Vormals: Schillstraße
Diese Straße wurde nach dem Schlachthof Magdeburg benannt, auf den die Straße von Osten her zuführte. Durch den Bau der Magdeburger Stadtautobahn Magdeburger Ring besteht heute jedoch keine direkte Verbindung zwischen der Straße und dem Gelände des ehemaligen Schlachthofs mehr.
Schlageterplatz; Stadtteil Stadtfeld Ost; PLZ 39108
Heute: Damaschkeplatz
Der Platz war in der Zeit des Nationalsozialismus nach dem 1923 von Frankreich hingerichteten deutschen Nationalsozialisten Albert Leo Schlageter benannt.
Schlageterstraße; Stadtteil Alt Olvenstedt; PLZ 39130
Heute:?
Diese Straße war in der Zeit des Nationalsozialismus nach dem 1923 von Frankreich hingerichteten deutschen Nationalsozialisten Albert Leo Schlageter benannt.
Schlageterstraße; Stadtteil Ottersleben; PLZ 39116
Heute: Bebelstraße (deren nordwestlicher Teil)
Diese Straße, die ursprünglich am südlichen Ufer der Klinke bis nach Lemsdorf führte, war in der Zeit des Nationalsozialismus nach dem 1923 von Frankreich hingerichteten deutschen Nationalsozialisten Albert Leo Schlageter benannt.
Schlehenweg; Stadtteil Reform; PLZ 39118
Benannt nach dem in Europa, Nordafrika und Westasien heimischen Strauch Schlehe.
Schleibnitzer Weg; Stadtteil Diesdorf; PLZ 39110
Diese Straße wurde 1938 nach dem südwestlich von Magdeburg gelegenen, heute zu Wanzleben-Börde gehörenden Dorf Schleibnitz benannt.
Schleiermacherstraße; Stadtteil Stadtfeld Ost; PLZ 39108
Die Benennung der Straße erinnert an den deutschen Philosophen und protestantischen Theologen Friedrich Daniel Ernst Schleiermacher.
Schleifweg; Stadtteil Westerhüsen; PLZ 39122
 ?

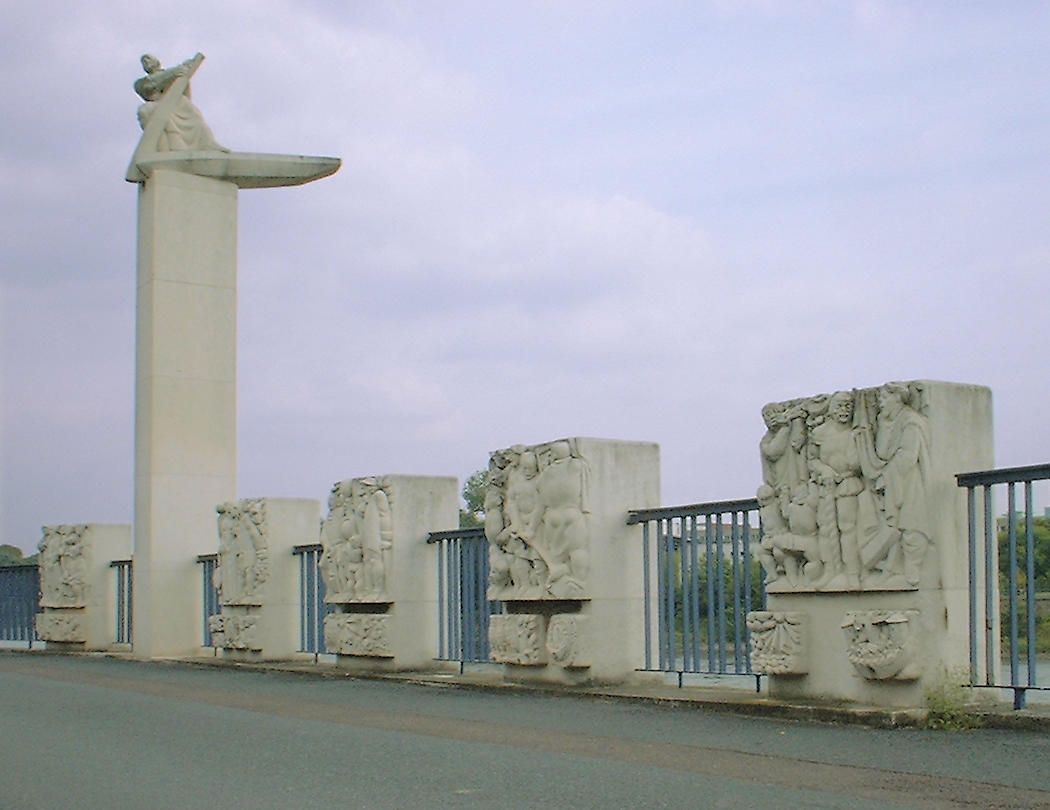
Skulptur „Der Fährmann“ und Reliefs mit Szenen aus der Stadtgeschichte an der Elbuferpromenade

Schleinufer; Stadtteil Altstadt; PLZ 39104
Vormals:
- Fürstenufer
- Schleinufer
- Georgi-Dimitroff-Allee

Diese Straße ist nach dem Magdeburger Arzt für Dermatologie und Venerologie Otto Josef Schlein (1895–1944) benannt.
Institutionen, Bauwerke, Denkmäler:
- Haus-Nr. 1, Lukasklause mit Otto-von-Guericke-Museum, mittelalterlicher Festungsturm, erste urkundliche Erwähnung im Jahre 1279.
- Elbuferpromenade, Promenade entlang der Elbe, errichtet ab 1970.
- Haus-Nr. 24, Güterbahnhof, errichtet ab 1839.

Bekannte Personen, die hier lebten:
- Johannes Benjamin Brennecke, deutscher Arzt, lebte zumindest zu seinem Tode 1931 in der Straße.

Schleswiger Straße; Stadtteil Westerhüsen; PLZ 39122
Diese Straße ist nach der in Schleswig-Holstein gelegenen Stadt Schleswig benannt.
Schleusenstraße; Stadtteil Werder; PLZ 39122
Etwas nördlich und fast parallel zur Schleusenstraße befand sich bis zum Ende des 19. Jahrhunderts eine Schleuse. Diese Verband die Stromelbe mit dem Winterhafen Magdeburg und der Zollelbe.

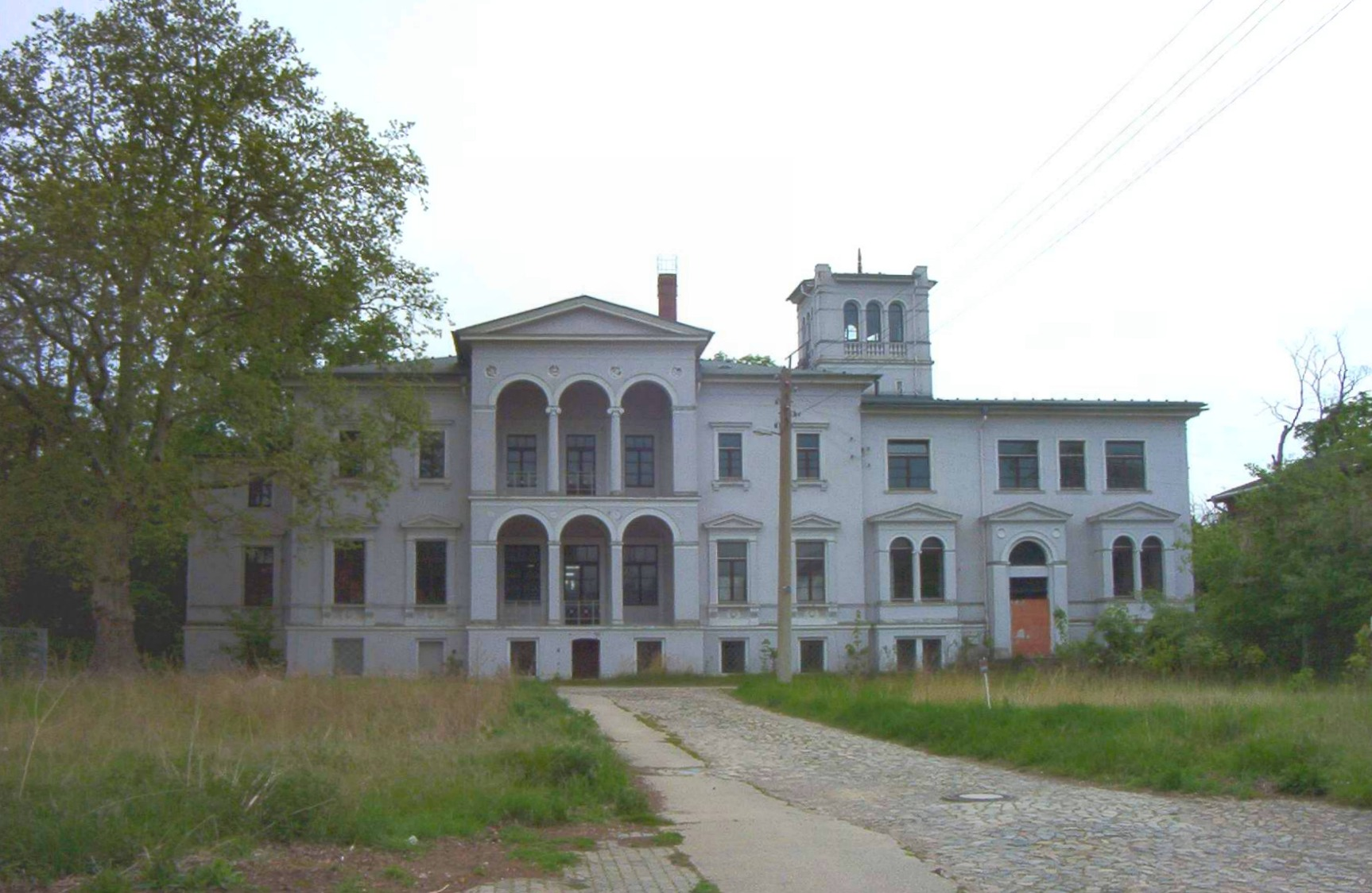
Schloß Randau

Schloßstraße; Stadtteil Randau-Calenberge; PLZ 39114
Die Straße verläuft durch den alten Randauer Gutshof und trägt ihre Bezeichnung nach dem dort befindlichen Schloß Randau.
Institutionen, Bauwerke, Denkmäler:
- Schloß Randau, Gutshaus, erbaut 1885.

Schmeilstraße; Stadtteil Stadtfeld West; PLZ 39110
Diese Straße wurde nach dem auch in Magdeburg tätigen deutschen Pädagogen und Biologen Otto Schmeil (1860–1943) benannt.
Schmidtstraße; Stadtteil Neue Neustadt; PLZ 39124
Heute: Klosterwuhne (nördlicher Teil der ehemaligen Schmidtstraße)
Diese Straße ist nach dem Geheimen Kommerzienrat Friedrich Schmidt (1801–1878) benannt.
Institutionen, Bauwerke, Denkmäler:
- Haus Nr. 27, Ehemalige Baumwollspinnerei und -weberei Pfeiffer und Schmidt, errichtet ab 1847.

Schmiedehofstraße; Stadtteil Altstadt; PLZ 39104
Vormals:
- Güldene Gezeltstraße und Zeltstraße (im 17. und 18. Jahrhundert)
- Große Schmiedehofgasse (18. Jahrhundert)
- Alte Münzstraße

An der Stelle dieser Straße befindet sich heute das Magdeburger Einkaufszentrum Allee Center. Die Straße verlief etwa vom südöstlichen Eingang des Centers in nordwestlicher Richtung bis in etwa zur heutigen Ernst-Reuter-Allee. Im Zuge des sich nicht an die gewachsene Stadtstruktur haltenden Wiederaufbaus der Stadt in der Zeit der DDR nach den schweren Zerstörungen des Zweiten Weltkrieges verschwand diese Straße. An ihrer Stelle befand sich lange Zeit der Zentrale Platz und ein Parkplatz. Nach dem Ende der DDR entstand dann das Einkaufszentrum.
Der Name der Straße rührte von einem Schmiedehof her, der sich zumindest ab 1333 an der südwestlichen Ecke der Straße befand und später die Adresse Berliner Straße Nr. 29 hatte.
Schmiedestraße; Stadtteil Ottersleben; PLZ 39116
Diese Straße wurde 1852 angelegt.
Schnarsleber Straße; Stadtteil Diesdorf; PLZ 39110
Die Straße wurde nach dem westlich von Magdeburg gelegenen, zwischenzeitlich zu Niederndodeleben gehörenden Dorf Schnarsleben benannt.
Schnarsleber Weg; Stadtteil Alt Olvenstedt; PLZ 39130
Die Straße wurde nach dem westlich von Magdeburg gelegenen, zwischenzeitlich zu Niederndodeleben gehörenden Dorf Schnarsleben benannt. Der Weg führte von Alt Olvenstedt in Richtung Schnarsleben und dürfte so zu seinem Namen gekommen sein.
Schneidersgarten; Stadtteil Sudenburg; PLZ 39112
Im Gebiet der heutigen Siedlung Schneidersgarten befand sich ursprünglich Grundbesitz des Rittergutsbesitzers Wilhelm Schneider an der Halberstädter Straße. Dieser erbaute dort ab 1860 einen Gutshof, der insbesondere auch eine Zichoriendarre umfasste. Zwischen 1909 und 1914 wurden sämtliche Gebäude, bis auf das Schneidersche Wohnhaus, abgebrochen. 1922 verzog Herr Johannes Schneider nach München. Das Schneidersche Gut war damit beendet. Im Zuge der Bebauung des Geländes mit mehrgeschossigem Wohnungsbau setzten sich die Bürger Sudenburgs ab 1905 dafür ein, den von der Familie Schneider geschaffenen Park als öffentlichen Park zu erhalten. Dies gelang. Die 1,3 Hektar große Parkanlage Schneidersgarten steht seit 1993 unter Denkmalschutz.
Institutionen, Bauwerke, Denkmäler:
- Schneidersgarten, Parkanlage.

Schneiderstraße; Stadtteil Nordwest; PLZ 39128
Heute: Mohnweg
 ?
Schneidlinger Straße; Stadtteil Leipziger Straße; PLZ 39112
Vormals: Braunauer Straße
Benannt nach dem südlich von Egeln gelegenen Dorf Schneidlingen.
Schönauer Straße; Stadtteil Stadtfeld West; PLZ 39110
Heute: Bekassinenweg (seit 1951)
Die Straße wurde im Jahr 1938 benannt; ihr Name dürfte an die niederschlesische heute zu Polen gehörende Stadt Schönau an der Katzbach erinnert haben. 1951, in der Zeit der DDR, wurden dann jedoch Straßen, die nach Orten benannt waren, aus denen die deutsche Bevölkerung nach dem Zweiten Weltkrieg vertrieben worden war oder die nicht mehr zu Deutschland gehörten, umbenannt.
Schönebecker Chaussee; Stadtteil Westerhüsen; PLZ 39122
Diese Straße verläuft vom Ortsausgang Magdeburgs in Richtung Schönebeck (Elbe) und erhielt nach ihrem Ziel den Namen.

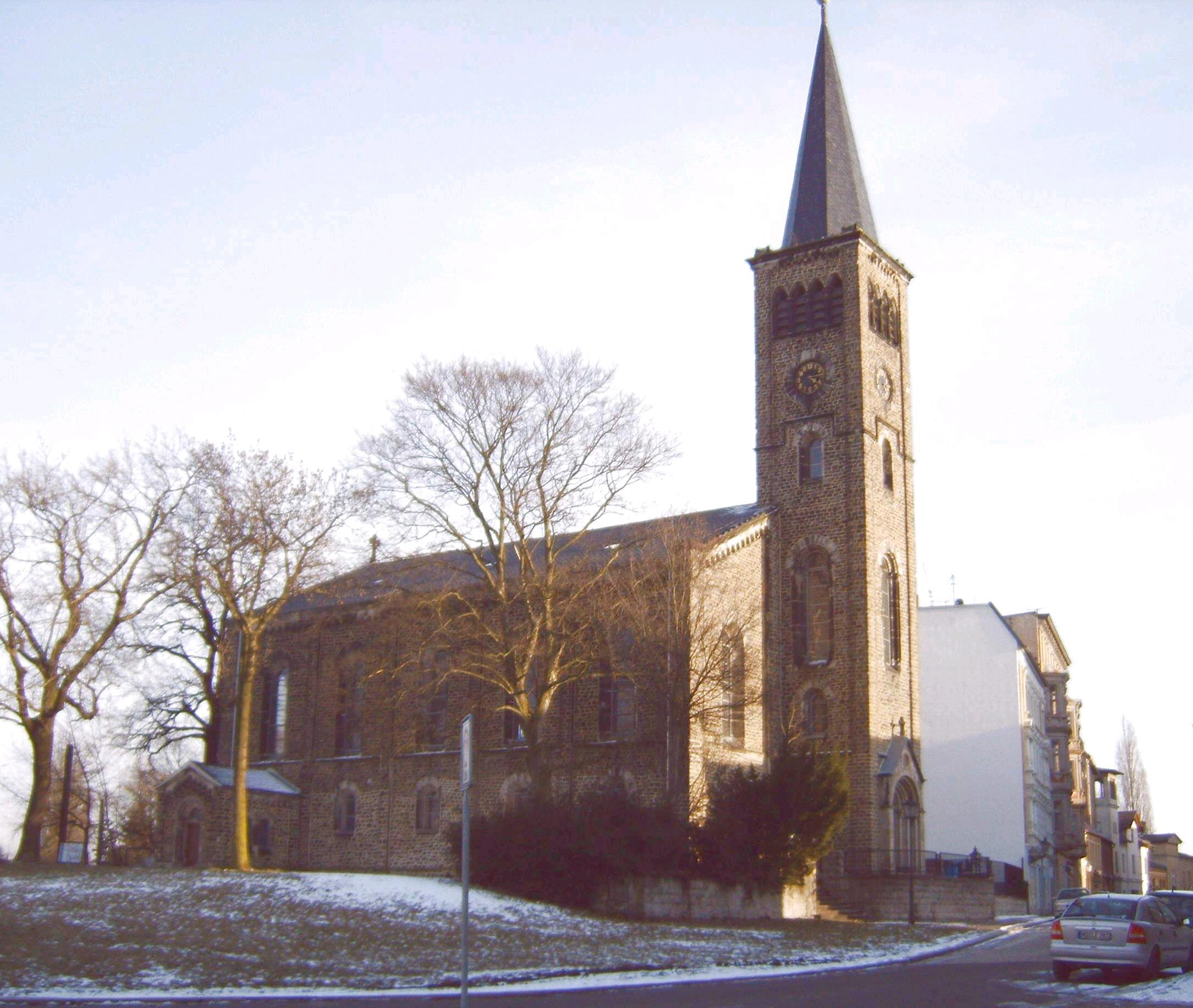
Sankt-Gertrauden-Kirche

Schönebecker Straße; Stadtteil Buckau; PLZ 39104
Vormals: Straße der DSF
Diese Straße verläuft aus Richtung der Magdeburger Altstadt durch Buckau in Richtung Schönebeck (Elbe) und erhielt daher ihren Namen.
Institutionen, Bauwerke, Denkmäler:
- Haus-Nr. 8, Ehemaliges Verwaltungsgebäude von Schäffer & Budenberg, erbaut 1894.
- Haus-Nr. 8–13, Ehemalige Fabrik Schäffer & Budenberg später VEB Messgerätewerk „Erich Weinert“, Industriearchitektur, heutige Gebäude errichtet ab 1870.
- Haus-Nr. 17, Gemeindehaus der Sankt-Gertrauden-Kirche, errichtet 1902/03.
- Sankt-Gertrauden-Kirche, evangelische Kirche, erbaut von 1867 bis 1869.
- Haus Nr. 66, SKET, ehemaliges Eisen- und Stahlwerk Otto Gruson, heutige Gebäude ab 1894 erbaut.
- Haus-Nr. 81, Städtisches Wasserwerk, erbaut ab 1856.
- Haus Nr. 82–84, Ehemalige Maschinenfabrik Buckau später VEB Schwermaschinenbau Georgij Dimitroff, Industriearchitektur, errichtet ab 1883.
- Haus Nr. 129, Gesellschaftshaus, nach Plänen von Karl Friedrich Schinkel von 1825 bis 1829 erbaut.
- Haus Nr. 129a, Gruson-Gewächshäuser, öffentliche Gewächshausanlage, errichtet ab 1896.
- Klosterbergegarten, als erster kommunaler Volksgarten ab 1824 nach Plänen von Peter Joseph Lenné entstanden.

Schönebecker Straße; Stadtteile Fermersleben, Salbke und Westerhüsen; PLZ 39122
Heute:
- Alt Fermersleben (seit 1912)
- Alt Salbke (seit 1912)
- Alt Westerhüsen (seit 1912)

Diese Straße verlief von Magdeburg nach Schönebeck (Elbe) und trug nach ihrem Ziel den Namen. Nach der Eingemeindung von Fermersleben, Salbke und Westerhüsen im Jahr 1910 dürfte sie umbenannt worden sein, um Verwechslungen mit einer gleichnamigen, weiter nördlich gelegenen, Straße der Stadt zu vermeiden.
Schöneeckstraße; Stadtteil Altstadt; PLZ 39104
Vormals: Krügerbrücke (bis 1706)
Die Schöneeckstraße verlief vom Breiten Weg nach Westen bis zur Prälatenstraße, etwas südlich des heutigen Ulrichplatzes. Im Zuge des sich nicht an die gewachsene Stadtstruktur haltenden Wiederaufbaus der Stadt in der Zeit der DDR nach den schweren Zerstörungen des Zweiten Weltkrieges wurde diese Straße überbaut.
Der Name der Straße ging auf das an der Nordostecke der Straße befindliche Haus Breiter Weg Nr. 169 „Zur schönen Ecke“ zurück.
Schoenemannstraße; Stadtteil Ottersleben; PLZ 39116
Heute: ?
 ?
Schöninger Straße; Stadtteil Sudenburg; PLZ 39112
Diese Straße wurde nach der südlich von Helmstedt in Niedersachsen gelegenen Stadt Schöningen benannt.
Schopenhauerstraße; Stadtteil Stadtfeld Ost; PLZ 39108
Die Benennung der Straße erinnert an den deutschen Philosophen Arthur Schopenhauer (1788 bis 1860).
Vormals:
- Spielhagenstraße

Schopenstraße; Stadtteil Altstadt; PLZ 39104
Vormals:
- Große Petersstraße (bis circa 1730)
- Margarethenvorderstraße (bis circa 1807)

Diese Straße ging östlich vom Breiten Weg, südlich der Sankt-Katharinen-Kirche in etwa heutiges Haus der Lehrer, ab. Im Zuge des sich nicht an die gewachsene Stadtstruktur haltenden Wiederaufbaus der Stadt in der Zeit der DDR nach den schweren Zerstörungen des Zweiten Weltkrieges wurde die Umgebung der Straße stark verändert. Sie blieb als fußläufige aber namenlose Verbindung erhalten. Im Jahr 2020 erfolgte eine Wiederbenennung des westlichen Teils des historischen Straßenverlaufs.
Der Name der Straße ging auf das Haus Nr. 1 „Zur goldenen Schope“ zurück. Schope ist dabei die plattdeutsche Bezeichnung für Braukelle.
Schöppensteg; Stadtteile Neue Neustadt und Neustädter See; PLZ 39124 und 39126
Der Name der Straße geht auf die mittelalterliche Rechtsprechung durch Schöffen, auch Schöppen genannt, zurück. Die Straße führte aus Richtung Magdeburg kommend durch den zum Teil sumpfigen Rothenseer Busch nach Rothensee. Rothensee war auch Gerichtsstätte. Die aus Magdeburg daher regelmäßig nach Rothensee kommenden Schöffen nutzten diesen Weg, so dass sich der Name Schöppensteg einbürgerte.
Schreberstraße; Stadtteil Ottersleben; PLZ 39116
Vormals: Gartenstraße
Die Benennung erinnert an Moritz Schreber den Vater der sogenannten Schrebergärten. Ursache für die Benennung dürften hier vorhandene Gärten gewesen sein. Der ursprüngliche Name Gartenstraße dürfte jedoch im Zuge der Eingemeindung nach Magdeburg zur Umbenennung gestanden haben, um die doppelte Vergabe von Straßennamen im Stadtgebiet zu vermeiden. Schreber dürfte daher als Synonym für Garten nahe gelegen haben.
Schreinergasse; Stadtteil Hopfengarten; PLZ 39120
 ?
Schrotdorfer Straße; Stadtteil Altstadt; PLZ 39104
Heute:
- überbaut
- Max-Otten-Straße (westlichster Teil der ehemaligen Schrotdorfer Straße)

Die Schrotdorfer Straße ging westlich vom Breiten Weg ab und traf auf das nördliche Ende der Marstallstraße, der heutigen Max-Otten-Straße. Im Zuge des sich nicht an die gewachsene Stadtstruktur haltenden Wiederaufbaus der Stadt in der Zeit der DDR nach den schweren Zerstörungen des Zweiten Weltkrieges wurde diese Straße größtenteils überbaut. Nur ein kleines westlich gelegenes Teilstück des alten Straßenverlaufs blieb erhalten und gehört heute zur Max-Otten-Straße.
Der Name der Straße geht auf den im Mittelalter westlich vor Magdeburg gelegenen Ort Schrotdorf zurück. Die Straße führte auf das bereits 1214 erwähnte Schrotdorfer Tor zu, welches bis in das 17. Jahrhundert hinein den Hauptzugang zur Stadt von Westen bildete.
Bekannte Personen, die hier lebten:
- Heinrich Zschokke, Schriftsteller, wurde am 22. März 1771 im Haus Nr. 2 geboren.

Schrotebogen; Stadtteil Neustädter See; PLZ 39126
Die Benennung der Straße geht auf den östlich der Straße verlaufenden Bach Schrote zurück.
Schrotestraße; Stadtteil Stadtfeld Ost; PLZ 39108
Heute: Alexander-Puschkin-Straße
Diese Straße war nach dem Wasserlauf Schrote benannt, der parallel zur Straße fließt. Nach dem Zweiten Weltkrieg wurde sie umbenannt.
Schuhbrücke; Stadtteil Altstadt; PLZ 39104
Die Schuhbrücke verlief von der südwestlichen Ecke des Alten Markts parallel zum Breiten Weg nach Süden traf in etwa bei der heutigen Ernst-Reuter-Allee auf die dort verlaufende Königshofstraße. Die Schuhbrücke wurde von der Schuhgasse gekreuzt.
Der Name geht auf die hier ursprünglich ansässigen Schuster zurück. Gegenüber der Einmündung auf dem Alten Markt befand sich das Innungshaus der Schuster. Der Name Schuhbrücke ist bereits seit 1220 belegt. 1298 wird einmal sie als Lange Schuhbrücke, vermutlich in Abgrenzung zur späteren Schuhgasse bezeichnet.
Schuhgasse; Stadtteil Altstadt; PLZ 39104
Vormals:
- Huthoffschlippe (östlicher Teil um 1753)
- Hünenschlippe (westlicher Teil)
- Schustergang oder Schustersteg (um 1817 bis 1835)

Diese Straße verlief vom Schwibbogen in westlicher Richtung über die Schuhbrücke zum Breiten Weg in den sie zwischen den Hausnummern 49 und 50 mündete. Insbesondere der westliche Teil der Gasse zwischen Schubrücke und Breitem Weg war sehr eng. Im Zuge des sich nicht an die gewachsene Stadtstruktur haltenden Wiederaufbaus der Stadt, in der Zeit der DDR, nach den schweren Zerstörungen des Zweiten Weltkrieges wurde diese Straße überbaut. Heute befindet sich an der Stelle die Westfront des den Alten Markt südlich abschließenden Häuserblocks.
Der Name der Straße ging auf hier ursprünglich ansässige Schuster zurück.
Schulstraße; Stadtteil Beyendorf-Sohlen; PLZ 39122
 ?
Institutionen, Bauwerke, Denkmäler:
- St. Petrus und Paulus, erbaut im 12. Jahrhundert.

Schulstraße; Stadtteil Diesdorf; PLZ 39110
Heute: ?
In dieser Straße befand sich in den Hausnummern 40 und 41 die Diesdorfer Volksschule. Unter der Adresse Nr. 42 befand sich eine Kleinkinderschule.
Schulstraße; Stadtteil Fermersleben; PLZ 39122
Heute: Aschersleber Straße (ab 1910)
Mit der Eingemeindung Fermerslebens nach Magdeburg wurde die Straße umbenannt.
Schulzentorstraße; Stadtteil Alt Olvenstedt; PLZ 39130
 ?
Institutionen, Bauwerke, Denkmäler:
- Haus Nr. 1, Bauernhof, erbaut 1921.

Schützenstraße; Stadtteil Alt Neustadt; PLZ 39106
Heute: Pappelallee (südlicher Teil der ehemaligen Schützenstraße), ansonsten überbaut
Die Schützenstraße setzte an der Ecke Pappelallee/Am Weinhof an und führte dann in nordöstlicher Richtung auf die Hohepfortestraße. In der Zeit der DDR wurde der Straßenverlauf verändert und die Schützenstraße weitgehend überbaut. Das südliche Teilstück wurde der Pappelallee angegliedert.
Schützentorstraße; Stadtteil Alt Olvenstedt; PLZ 39130
 ?
Schwalbenweg; Stadtteil Cracau; PLZ 39114
Benannt nach dem Vogelfamilie der Schwalben aus der Ordnung der Sperlingsvögel.
Schwanen-Privatweg; Stadtteil Berliner Chaussee; PLZ 39114
Der Name der Straße dürfte auf den südlich der Straße verlaufenden Wassergraben Schwanengraben zurückgehen.
Schwanstraße; Stadtteil Ottersleben; PLZ 39116
 ?
Schwaneberger Weg; Stadtteil Westerhüsen; PLZ 39122
Diese Straße wurde nach dem südlich von Wanzleben gelegenen Dorf Schwaneberg (Sülzetal) benannt.
Schwantesstraße; Stadtteil Stadtfeld West; PLZ 39110
Vormals: Theodor-Fritsch-Straße
Die Benennung der Straße erinnert an den 1945 hingerichteten Antifaschisten Martin Schwantes.
Schwarzer Weg; Stadtteil Ottersleben; PLZ 39116
 ?
Schwarzkopfweg; Stadtteile Cracau und Berliner Chaussee; PLZ 39114
Die Benennung der Straße könnte auf den westlich der Straße befindlichen Schwarzkopfkolk zurückgehen.
Schwerin-Krosigk-Damm; Stadtteile Industriehafen, Gewerbegebiet Nord, Rothensee und Barleber See; PLZ 39126
Heute: August-Bebel-Damm (seit 1946)
Diese Straße war in der Zeit des Nationalsozialismus nach dem parteilosen Reichsfinanzminister Johann Ludwig Graf Schwerin von Krosigk benannt. Nach dem Ende der Diktatur wurde sie 1946 umbenannt.
Schweriner Straße; Stadtteil Altstadt; PLZ 39104
Diese Straße wurde nach der Landeshauptstadt Mecklenburg-Vorpommerns Schwerin benannt.
Schwerinstraße; Stadtteil Altstadt; PLZ 39104
Heute: Schellingstraße
Diese Straße war nach dem preußischen Generalfeldmarschall Kurt Christoph Graf von Schwerin (1684 bis 1757) benannt.
Schwertfegergasse; Stadtteil Altstadt; PLZ 39104
Vormals:
- Schwertfegen (schon um 1552)
- Saugasse (schon um 1552 bis 1807) (südlicher Teil zwischen Alter Markt und Buttergasse)
- Schwertfegerstraße ab 1807

Diese Straße verlief von der nordwestlichen Ecke des Alten Markts parallel zum Breiten Weg bis zur Apfelstraße, der heutigen Julius-Bremer-Straße. In der Mitte der Straße befand sich bei der Einmündung des Katzensprungs ein kleiner Platz, der bereits um 1552 als Der Schwertfegen bezeichnet wurde. Es wird angenommen, dass der Platz entstand, da sich hier ein Tor in der ursprünglich dort verlaufenden Stadtmauer befand. Im Zuge des sich nicht an die gewachsene Stadtstruktur haltenden Wiederaufbaus der Stadt in der Zeit der DDR nach den schweren Zerstörungen des Zweiten Weltkrieges verschwand auch diese Straße aus dem Stadtbild. Da ihr grundsätzlicher Verlauf parallel zum Breiten Weg, hinter einem DDR-Plattenbau, erhalten geblieben war, beantragte die Ratsfraktion von Bündnis 90/Die Grünen im Jahr 2004 die Wiederbenennung des nun namenlosen Weges. Eine Benennung unterblieb jedoch zunächst. Die Westseite der Straße wurde neu bebaut. 2006 erfolgte eine Wiederbenennung, wobei statt des Namensbestandteils Straße nun Gasse genutzt wurde.
Der Straßenname rührt von den hier ursprünglich einmal ansässigen Schwertfegern her.
Bekannte Personen, die hier lebten:
- Maria Neide, im Einsatz gegen die Cholera-Epidemie 1831 verstorbene Krankenschwester, lebte zumindest um 1817 im Haus Nr. 20.

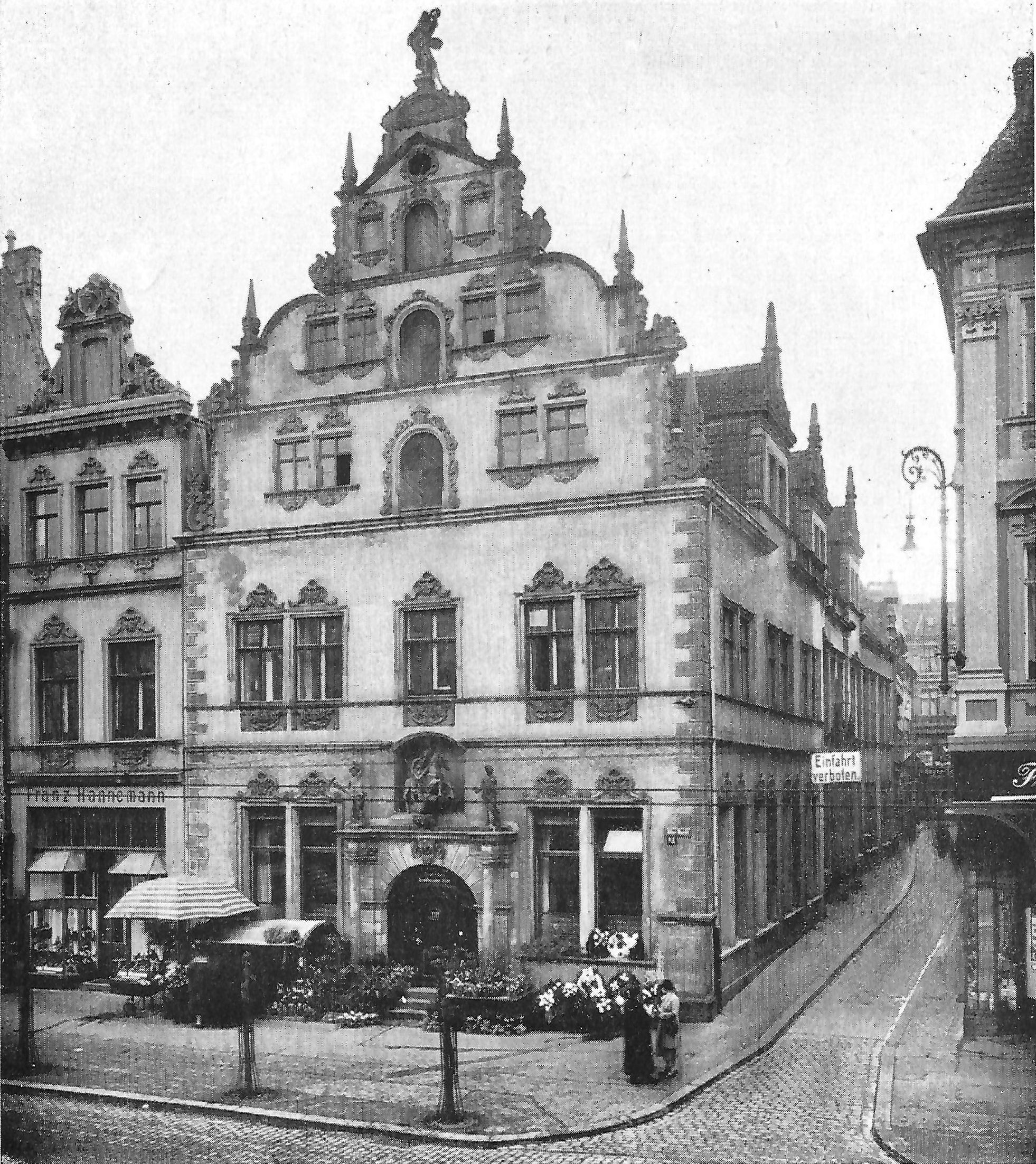
Einmündung des Schwibbogens auf den Alten Markt in den 1920er Jahren

Schwibbogen; Stadtteil Altstadt; PLZ 39104
Vormals:
- Huthof (zumindest seit 1552)
- Königshof (zumindest ab 1631 bis um 1750), dessen nördlicher Teil
- Unter dem Schwibbogen (ab 1700 bis um 1817)
- Schwibbogenstraße oder Schwibbogensteg

Diese Straße führte von der südwestlichen Ecke des Alten Markts nach Süden. Sie begann etwas südlich der heutigen Sparkasse am Alten Markt und endete an der heutigen Ernst-Reuter-Allee. Im Zuge des sich nicht an die gewachsene Stadtstruktur haltenden Wiederaufbaus der Stadt in der Zeit der DDR nach den schweren Zerstörungen des Zweiten Weltkrieges wurde diese Straße überbaut.
Der Name der Straße ging auf einen Schwibbogen zurück, der die Straße zwischen Schwibbogen Nr. 6 und Schuhgasse Nr. 3 überspannte. Urkundlich belegt ist dieser Bogen seit 1632. Tatsächlich dürfte er aber deutlich älter gewesen sein. Die anliegenden Hausbesitzer wollten so mehr Platz gewinnen. Im Jahr 1904 wurde der Schwibbogen abgebrochen.
Schwiesaustraße; Stadtteil Neue Neustadt; PLZ 39124
Die Benennung der Straße erinnert an Berthold Schwiesau, der 1471 das Hospital Schwiesau gestiftet hatte.
Sebastian-Bach Straße; Stadtteil Alte Neustadt; PLZ 39106
Heute: Bachstraße
Diese Straße war und ist nach dem deutschen Komponisten Johann Sebastian Bach benannt.
Sedanring; Stadtteil Sudenburg, Stadtfeld Ost und Stadtfeld West; PLZ 39112, 39108, 39110
Heute: Westring
Diese Straße war zur Erinnerung an die Schlacht bei Sedan nach dem französischen Ort Sedan benannt. Mehrere Straße in der näheren Nachbarschaft trugen bis zum Ende des Zweiten Weltkrieges an Schlachten erinnernde Namen. Die im Straßenverlauf die Eisenbahnstrecke Magdeburg-Braunschweig überspannende Brücke trug den Namen Sedanbrücke.
Seehäuser Straße
Heute: ?
Diese Verbindungsstraße zwischen Leipziger Straße und Halberstädter Chaussee in Richtung Klein Ottersleben dürfte nach dem nördlich von Oschersleben gelegenen Ort Seehausen benannt gewesen sein.
Seehäuser Straße; Stadtteil Stadtfeld West; PLZ 39110
Vormals:
Seehäuser Straße (bis 30. Juni 1954)
Georg-Gaidzik-Straße (ab 30. Juni 1954)
Benannt nach dem nördlich von Oschersleben gelegenen Ort Seehausen. Die Straße war am 30. Juni 1954 anlässlich des Tages der Volkspolizei durch den Stadtrat nach dem beim Aufstand vom 17. Juni 1953 in Magdeburg erschossenen Volkspolizisten Georg Gaidzik benannt worden. Nach dem Ende der DDR erhielt sie wieder ihren ursprünglichen Namen „Seehäuser Straße“.
Institutionen, Bauwerke, Denkmäler:
- Haus Nr. 1 und 2, Wohn- und Geschäftshaus, erbaut von 1994 bis 1996.

Seehof; Stadtteil Pechau; PLZ 39114
Der Name der Straße nimmt Bezug auf den Pechauer See, der sich in unmittelbarer Nähe befindet.
Seepark; Stadtteil Sudenburg; PLZ 39116
 ?
Seestraße; Stadtteil Cracau; PLZ 39114
Der Straßenname geht auf den südlich der Straße gelegenen Prester See zurück.
Institutionen, Bauwerke, Denkmäler:
- Haus Nr. 11, Stadtvilla, Zweifamilienhaus mit ausgeprägter Kubatur, errichtet 1930.

Seilerweg; Stadtteil Werder; PLZ 39114
 ?
Selkeweg; Stadtteil Lemsdorf; PLZ 39118
Diese Straße wurde nach dem Fluss Selke im Harz benannt. Viele der angrenzenden Straßen tragen als Namen geographische Bezeichnungen aus dem Harz.
Semmelweisstraße; Stadtteil Leipziger Straße; PLZ 39112
Die Benennung der Straße erinnert an den bekannten Arzt des 19. Jahrhunderts Ignaz Semmelweis.
Seumestraße; Stadtteil Altstadt; PLZ 39104
Vormals: Winterfeldtstraße
Benannt wurde die Straße nach dem deutschen Schriftsteller und Dichter Johann Gottfried Seume (1763 bis 1810).
Seydlitzstraße; Stadtteil Altstadt; PLZ 39104
Später: Lichtenbergstraße
Heute: Sternstraße (südlicher Teil)
Diese Straße war nach dem preußischen Offizier der Kavallerie Friedrich Wilhelm Freiherr von Seydlitz-Kurzbach (1721 bis 1773) benannt.
Sichelweg; Stadtteil Neustädter See; PLZ 39126
 ?
Sickingenstraße; Stadtteil Stadtfeld Ost; PLZ 39108
Die Straße wurde nach dem deutschen Reichsritter und Anführer der rheinischen und schwäbischen Ritterschaft Franz von Sickingen (1481–1523) benannt.
Siedefeld-Privatweg; Stadtteil Berliner Chaussee; PLZ 39114
 ?
Siedlerweg; Stadtteil Neue Neustadt; PLZ 39124
Vormals: Malmedyer Straße
 ?
Siedlung; Stadtteil Beyendorf-Sohlen; PLZ 39122
 ?
Siedlung Baumschule; Stadtteil Ottersleben; PLZ 39116
Vormals: Halberstädter Chaussee (bis zum 9. Januar 2003)
Der Name rührt von der vor Ort befindlichen Baumschule her. Ursprünglich lag diese Baumschule an der Verbindungsstraße Magdeburg-Halberstadt, die im Bereich der Stadt Magdeburg den Namen Halberstädter Chaussee trug. Durch den Bau der Magdeburger Stadtautobahn (Magdeburger Ring) in den 1970er Jahren verlor die Chaussee ihre ursprüngliche Funktion und wurde (für den überregionalen Durchgangsverkehr) praktisch zur Sackgasse. Die Baumschule lag faktisch an deren Ende. Der Bau der Autobahn A 14 trennte die Baumschule räumlich auch noch von der Stadt Magdeburg und somit der Halberstädter Chaussee ab. Da die Zugehörigkeit der Baumschule zur Halberstädter Chaussee und deren weit entfernter Bebauung kaum noch erkennbar war, entschloss sich der Stadtrat am 9. Januar 2003 zur Umbenennung. Da der Name „Siedlung Baumschule“ bereits umgangssprachlich Verwendung fand, wurde dieser Name gewählt.
Siemensstraße; Stadtteil Leipziger Straße; PLZ 39112
Heute: Kutzstraße
Diese Straße war nach dem deutschen Erfinder und Industriellen Werner von Siemens benannt.
Sieverstorstraße; Stadtteil Alte Neustadt; PLZ 39106
Benannt nach einem Stadttor der Alten Neustadt, welches zuvor Mitteltor bzw. Inslebertor, später Schützentor hieß. Das Sieverstor war nach Martin Sievers benannt, der im 17. Jahrhundert in Neustadt lebte. Er gehörte zumindest 1676, 1677 und 1679 dem Neustädter Rat als Ratsherr an und war von 1681 bis 1690 Neustädter Bürgermeister. Sein Hof, er war „Ackermann“, befand sich in der Nähe des Tores.
Bekannte Personen, die hier lebten:
- Friedrich Carl Untucht, Magdeburger Spirituosen und Steingutfabrikant, lebte zumindest um 1938 im Haus Nr. 51.

Silberberg;
Vormals: Waterberg
Heute: ?
Eine Straße dieses Namens ist im Magdeburger Adressbuch von 1950/51 als bewohnte vom Grünewalder Weg abgehende Straße aufgeführt. Der Name der Straße dürfte auf den Großen oder Kleinen Silberberg zurückgehen.
Silberbergweg; Stadtteil Großer Silberberg; PLZ 39128
Diese Straße wurde nach der in unmittelbarer Nähe befindlichen Erhebung Großer Silberberg benannt.
Silberschlagstraße; Stadtteil Neustädter Feld; PLZ 39128
Vormals: Franz-Breitenstein-Straße
Der Name der Straße verweist auf die naturwissenschaftlich tätigen Halbbrüder Johann Esaias Silberschlag und Georg Christoph Silberschlag.
Simonstraße; Stadtteil Cracau; PLZ 39114
Diese Straße ist nach dem einheimischen Siedler Simon benannt, der im Jahre 1158 von Dompropst Gerhard in Cracau Land zur Urbarmachung erhalten hatte.
Siriusweg; Stadtteil Reform; PLZ 39118
Benannt nach dem Sirius
Am Planetenweg zwischen Straße B und Merkurweg gelegen, ist diese Straße 2011/2012 mit der Erschließung eines kleinen Baugebietes neu entstanden.
Sixt-von-Armin-Weg; Stadtteil Werder; PLZ 39114
Vormals: Schanzenweg
Heute: Heinrich-Heine-Weg
Dieser durch den Rotehornpark verlaufende Weg war nach dem deutschen General Friedrich Bertram Sixt von Armin (1851 bis 1936) benannt.
Skagerrakplatz; Stadtteil Alte Neustadt; PLZ 39106
Heute: Haydnplatz
Die Benennung des Platzes erinnerte an die Skagerrakschlacht während des Ersten Weltkrieges.
Skorpionstraße; Stadtteil Reform; PLZ 39118
Vormals: Wladimir-Komarow-Straße
Diese Straße wurde nach dem Sternbild Skorpion benannt. Viele Straße dieses Wohngebiets tragen Namen aus dem Bereich der Astronomie.
Sohlener Hauptstraße; Stadtteil Beyendorf-Sohlen; PLZ 39122
Vormals: Hauptstraße
Die Straße verläuft als Hauptstraße durch den zum Stadtteil Beyendorf-Sohlen gehörenden Ortsteil Sohlen und trägt daher ihre Bezeichnung. Die Bezeichnung Sohlener wurde nach der Eingemeindung Beyendorf-Sohlens hinzugesetzt, um eine Verwechslung mit einer im Stadtgebiet bereits bestehenden gleichnamigen Straße zu vermeiden.
Sohlener Mittelstraße; Stadtteil Beyendorf-Sohlen; PLZ 39122
Vormals: Mittelstraße
Die Straße verläuft durch die Ortsmitte des zum Stadtteil Beyendorf-Sohlen gehörenden Ortsteils Sohlen und trägt daher ihre Bezeichnung. Die Bezeichnung Sohlener wurde nach der Eingemeindung Beyendorf-Sohlens hinzugesetzt, um eine Verwechslung mit einer im Stadtgebiet bereits bestehenden gleichnamigen Straße zu vermeiden.
Sohlener Mühlenweg; Stadtteil Beyendorf-Sohlen; PLZ 39122
Vormals: Mühlenweg
Die Bezeichnung Sohlener wurde nach der Eingemeindung Beyendorf-Sohlens hinzugesetzt, um eine Verwechslung mit einer im Stadtgebiet bereits bestehenden gleichnamigen Straße zu vermeiden.
Sohlener Straße; Stadtteile Westerhüsen und Salbke; PLZ 39122
Diese Straße führt von Westerhüsen in Richtung der zu Beyendorf-Sohlen gehörenden Ortschaft Sohlen.
Sojusstraße; Stadtteil Reform; PLZ 39118
Wie viele Straßen in der näheren Umgebung wurde auch diese in der Zeit der DDR mit einem Begriff aus der sowjetischen Raumfahrt benannt. In diesem Fall geht der Name auf das Sojus-Raumschiff zurück.
Sonnenallee; Stadtteil Sudenburg; PLZ 39116
Der Name der Straße dürfte wohl auf die Sonne verweisen.
Sonnensteig; Stadtteil Neustädter See; PLZ 39126
Der Name der Straße dürfte wohl auf die Sonne verweisen.
Sophienstraße; Stadtteil Fermersleben; PLZ 39122
 ?
Spechtweg; Stadtteil Stadtfeld West; PLZ 39110
Die Benennung der Straße geht auf die Vogelfamilie der Spechte zurück.
Speicherstraße; Stadtteil Alte Neustadt; PLZ 39106
Der Name der in der Nähe des Magdeburger Hafens befindlichen Straße dürfte auf hier ursprünglich befindliche Speichergebäude zurückgehen.
Sperberweg; Stadtteil Cracau; PLZ 39114
Diese Straße wurde nach dem Greifvogel Sperber benannt.
Sperlingweg; Stadtteil Stadtfeld West; PLZ 39110
Die Benennung der Straße geht auf die zu den Singvögeln gehörende Vogelfamilie der Sperlinge zurück.
Spessartstraße; Stadtteil Alte Neustadt; PLZ 39106
Heute: Pappelallee (deren nördlicher Teil)
Diese Straße war nach dem deutschen Mittelgebirge Spessart benannt. Im Zuge der Neubebauung des Gebiets nach den Zerstörungen im Zweiten Weltkrieg erfolgte eine leicht veränderte Straßenführung und die Angliederung der Straße an die südlich gelegene Pappelallee.
Spichern-Privatweg; Stadtteil Stadtfeld West; PLZ 39110
Vormals: Weitling-Privatweg (bis 1938)
Heute: Gartenheimweg
Diese Straße war in der Zeit des Nationalsozialismus ab 1938 zur Erinnerung an die Schlacht bei Spichern während des Deutsch-Französischen Kriegs als Spichern-Privatweg benannt.
Spiegelbrücke; Stadtteil Altstadt; PLZ 39104
Die Straße verlief in Höhe des Rathauses zwischen Jakobstraße und Stephansbrücke. Heute in etwa als Verlängerung der Straße Bei der Hauptwache über die Jakobstraße hinweg in Richtung Elbe. Der Name dieser Straße wird bereits 1284 als pons speculorum erwähnt und blieb über fast 700 Jahre unverändert. Der Name geht auf das ursprünglich in der Straße befindliche Haus (Haus-Nr. 1) Zu den drei Spiegeln zurück. Durch Bombenangriffe im Zweiten Weltkrieg wurde der Bereich stark zerstört. Bis in die 1960er Jahre blieben der Straßenverlauf und der Name jedoch bestehen. Bei dem sozialistisch geprägten Wiederaufbau blieben die alten Straßenverläufe jedoch unberücksichtigt. Die Spiegelbrücke wurde überbaut. Auf der Straße steht heute ein zehngeschossiger Plattenbau.
Spiegelhof; Stadtteil Altstadt; PLZ 39104
Der Spiegelhof zweigte am Beginn der Spiegelbrücke gegenüber dem Rathaus nach Norden ab. Er war eine Sackgasse mit lediglich 3 Hausnummern.
Spielgarten-Privatweg; Stadtteil Stadtfeld Ost; PLZ 39108
 ?
Spielgartenstraße; Stadtteil Stadtfeld Ost; PLZ 39108
Heute: Maxim-Gorki-Straße
 ?
Spielhagenstraße; Stadtteile Stadtfeld West und Stadtfeld Ost; PLZ 39108 und 39110
Vormals:
Kleine Diesdorfer Straße
Weitlingstraße
Gustloffstraße (ab 1938)
Weitlingstraße
Benannt nach dem Schriftsteller Friedrich Spielhagen.
Institutionen, Bauwerke, Denkmäler:
- Wohnanlage Spielhagenstraße, typischer DDR-Wohnkomplex, errichtet zwischen 1964 und 1966.

Spionskopf; Stadtteil Salbke; PLZ 39122
Heute: ?
 ?
Spitznerweg; Stadtteil Neustädter See; PLZ 39126
Heute: Wachtelsteg
 ?
Springe; Stadtteil Sudenburg; PLZ 39116
Vormals: Albert-Hößler-Straße
 ?
Sputnikstraße; Stadtteil Reform; PLZ 39118
Diese Straße wurde nach den sowjetischen Erdsatelliten Sputnik benannt. Viele Straßen der Nachbarschaft tragen Namen der aus der Raumfahrt oder der Astronomie.

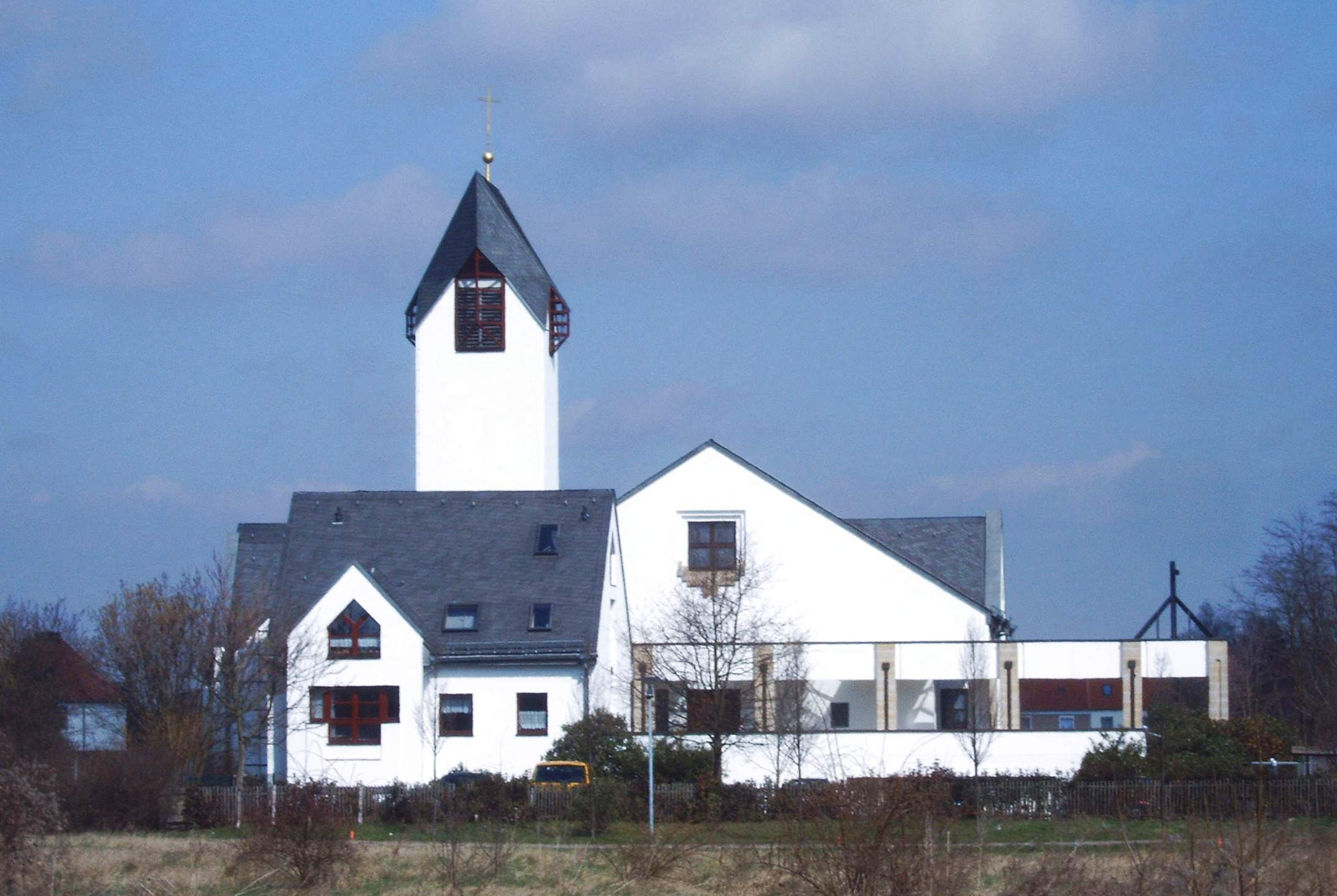
St. Josef

St.-Josef-Straße; Stadtteile Alt Olvenstedt und Neu Olvenstedt; PLZ 39130
Vormals: Straße der Völkerfreundschaft
Die Benennung der Straße geht auf die hier befindliche katholische Kirche St. Josef zurück.
Institutionen, Bauwerke, Denkmäler:
- Haus Nr. 13, St. Josef, katholische Kirche, errichtet von 1986 bis 1991.

St.-Laurentius-Weg; Stadtteil Alt Olvenstedt; PLZ 39130
Diese Straße ist nach der in der Nähe befindlichen evangelischen Sankt-Laurentius-Kirche benannt.
St.-Maria-Hilf-Straße; Stadtteil Ottersleben; PLZ 39116
Diese Straße wurde nach der in der Nähe befindlichen katholischen Kirche Sankt-Maria-Hilf-Kirche benannt.
St.-Michael-Straße; Stadtteil Sudenburg; PLZ 39112
Vormals: Schulstraße
Die Benennung der Straße erinnert an die vor den Toren der damaligen Sudenburg bis 1546 gelegene Siedlung Sankt Michael.
St.-Stephani-Straße; Stadtteil Ottersleben; PLZ 39116
Benannt nach der evangelischen Kirche des Stadtteils, der Sankt-Stephani-Kirche.
Staatsbürgerplatz; Stadtteile Altstadt und Alte Neustadt; PLZ 39104 und 39106
Vormals:
Kaiser-Wilhelm-Platz
Später:
Kaiser-Wilhelm-Platz
Deutscher Platz
Boleslaw-Bierut-Platz
Heute:
Universitätsplatz
In der Zeit der Weimarer Republik war der Platz zur Betonung des neuen republikanischen Gedankens als Staatsbürgerplatz benannt. In der Zeit des Nationalsozialismus wurde diese Umbenennung rückgängig gemacht.
Stadtfeldstraße; Stadtteil Stadtfeld Ost; PLZ 39108
Vormals: Göringstraße
Heute: Wilhelm-Külz-Straße
Diese Straße war nach dem Stadtteil Stadtfeld benannt, durch den sie verlief.
Stadtparkstraße; Stadtteil Werder; PLZ 39114
Diese Straße führt in Richtung des Stadtparks Rotehorn.
Institutionen, Bauwerke, Denkmäler:
- Haus Nr. 8, Landesfunkhaus des mdr, errichtet von 1994 bis 1998.

Stadtweg; Stadtteil Ottersleben; PLZ 39116
Der Name der Straße dürfte darauf zurückzuführen sein, das diese Straße vom Ortsteil Benneckenbeck in Richtung der Stadt Magdeburg führt.
Staßfurter Straße; Stadtteil Leipziger Straße; PLZ 39112
Diese Straße wurde nach der südlich von Magdeburg gelegenen Stadt Staßfurt benannt.
Institutionen, Bauwerke, Denkmäler:
- Siedlung Staßfurter Straße, Einfamiliendoppelhäuser aus der frühen Zeit der Gartenstadtbewegung, errichtet in den Jahren 1906 und 1907.

Stefan-Zweig-Weg; Stadtteil Nordwest; PLZ 39128
Der Name der Straße erinnert an den österreichischen Schriftsteller Stefan Zweig.
Vormals: Langankestraße
Stegelitzer Straße; Stadtteil Gewerbegebiet Nord; PLZ 39126
Die Straße wurde nach dem südlich von Burg (bei Magdeburg) gelegenen Dorf Stegelitz benannt.
Steinbergstraße; Stadtteil Stadtfeld West; PLZ 39110
 ?
Steinbockstraße; Stadtteil Reform; PLZ 39118
Vormals: Georgi-Dobrowolski-Straße
Diese Straße ist nach dem Sternbild Steinbock benannt. Viele Straßen dieses Wohngebietes tragen Namen aus dem Gebiet der Astronomie.
Steinbruchweg; Stadtteil Alt Olvenstedt; PLZ 39130
Der Name der Straße geht auf einen hier einmal befindlichen Steinbruch zurück. Um Olvenstedt herum bestanden über lange Zeit mehrere Steinbrüche. Bereits um 1477 werden im Zusammenhang mit dem Bau des Magdeburger Doms Steinbrüche in Olvenstedt erwähnt. Zum Ende des 19. Jahrhunderts wurden die Brüche jedoch aufgegeben. Zum Teil wurden sie verfüllt. Andere wurden zu kleinen Seen. In der Nähe des Steinbruchwegs bestand der sogenannte Bernsdorfs Bruch, der ab Anfang des 20. Jahrhunderts als Badeanstalt genutzt wurde. In den 1970er Jahren verkam und vermüllte der Steinbruch, so dass er dann zugeschüttet wurde. Möglicherweise geht der Straßenname auf diesen Steinbruch zurück.
Steindamm; Stadtteil Prester; PLZ 39114
Diese Straße war Teil der alten nach Berlin führenden Poststraße. Der Name dürfte auf eine ursprüngliche Bauweise des Weges verweisen. Mit der Anlage der Berliner Chaussee verlor die alte Straßenverbindung ihre ursprünglich Bedeutung.
Steindamm-Privatweg; Stadtteil Prester; PLZ 39114
Der Name nimmt Bezug auf die südlich verlaufende Straße Steindamm.
Steinigstraße; Stadtteil Stadtfeld Ost; PLZ 39108
Vormals: Emilienstraße
Diese Straße dürfte nach dem Widerstandskämpfer gegen den Nationalsozialismus Gerhard Steinig benannt sein.
Institutionen, Bauwerke, Denkmäler:
- Haus Nr. 1a, Rayonhaus, um 1880 errichtetes Fachwerkhaus.

Steinkopfinsel; Stadtteil Gewerbegebiet Nord; PLZ 39126
Diese Straße führt auf die in der Elbe gelegene Steinkopfinsel und trägt daher ihren Namen. Der Name der Insel könnte von Oberamtmann Steinkopf aus Klein Ottersleben herrühren. Steinkopf hatte zumindest zwischen 1791 und 1803 Teile des auf der anderen Elbseite liegenden Geländes des heutigen Herrenkrugparks gepachtet und erfolgreich bewirtschaftet.
Steinlaken-Privatweg; Stadtteil Berliner Chaussee; PLZ 39114
 ?
Steinstraße; Stadtteil Altstadt; PLZ 39104
Heute: unbenannt, teilweise überbaut
Diese verlief vom Breiten Weg in nordöstlicher Richtung zur Regierungsstraße. Sie verlief in etwa parallel südlich zur Bärstraße. Nach den schweren Zerstörungen im Zweiten Weltkrieg erfolgte in der Zeit der DDR ein Wiederaufbau der Stadt, der sich nicht an die gewachsene Stadtstruktur hielt. So verschwand auch die Steinstraße weitgehend. Ihr westliches Ende ist durch die Wohnbebauung nördlich der Grünen Zitadelle überbaut. Im östlichen Teil ist der alte Straßenverlauf noch zuerkennen. Zum Teil befinden sich dort noch die alten Bordsteine der Steinstraße. Allerdings sieht eine geplante Neubebauung dieses Gebietes auch die Überbauung dieses Abschnitts vor.
Der Name der Steinstraße geht auf die bereits im frühen Mittelalter erfolgte Pflasterung der Straße zurück. Die Steinstraße bestand bereits zu einem Zeitpunkt, als weder die Bärstraße noch die Kreuzgangstraße angelegt waren, und war somit der einzige Zugang zum Kloster Unser Lieben Frauen vom Breiten Weg aus. Es ist anzunehmen, dass das Kloster auf die Pflasterung gedrungen hatte. Auch das mittlere Stück der Regierungsstraße, ebenfalls eine Zufahrt zum Kloster, war gleichfalls bereits sehr früh gepflastert und trug zeitweise auch die Bezeichnung Steinstraße.
Steinstraße; Stadtteil Ottersleben; PLZ 39116
Heute: Egelner Straße
 ?
Steinwiesen-Privatweg; Berliner Chaussee; PLZ 39114
Heute: Wiesenweg
 ?
Stemmerner Straße; Stadtteil Ottersleben; PLZ 39116
Vormals: Südstraße
Diese Straße ist nach einem ursprünglich westlich von Ottersleben befindlichen Dorf Stemmern benannt. Der Ort wurde jedoch bereits im Mittelalter zur Wüstung. Mehrere benachbarte Straßen tragen ebenfalls Namen von Wüstungen aus der Gegend um Ottersleben.
Stendaler Straße; Stadtteil Alte Neustadt; PLZ 39106
Die Straße wurde nach der in der Altmark liegenden Stadt Stendal benannt.
Stephan-Schütze-Platz; Stadtteil Alt Olvenstedt; PLZ 39130
Benannt nach dem Schriftsteller Stephan Schütze.
Stephan-Schütze-Straße; Stadtteil Alt Olvenstedt; PLZ 39130
Vormals: Kirchstraße (bis 1979)
Benannt nach dem Schriftsteller Stephan Schütze.
Ursprünglich trug diese Straße, bedingt durch die Nähe zur Kirche, den Namen Kirchstraße. Im Rahmen der Eingemeindung Olvenstedts nach Magdeburg wurde eine Umbenennung vorgenommen, um eine Namensdopplung zu vermeiden.
Stephan-Spitzbarth-Straße; Stadtteil Alt Olvenstedt; PLZ 39130
Heute: Bauernstraße, nach 1945 Neue Straße
Diese Straße war nach dem Anfang des 19. Jahrhunderts amtierenden Olvenstedter Bürgermeister Stephan Spitzbarth benannt.
Stephansbrücke; Stadtteil Altstadt; PLZ 39104
Die Straße verlief von der Nordost-Ecke der Johanniskirche zur Neustädter Straße. Der Name wurde urkundlich erstmals 1523 erwähnt und geht auf eine am Südende befindliche Stephanskirche zurück. Im Urkundenbuch der Stadt Magdeburg wird für das Jahr 941 eine „ecclesia plebeia“ erwähnt, welche für die Stephanskirche gehalten wird. Durch Bombenangriffe im Zweiten Weltkrieg wurde der Bereich schwer zerstört. Ein Wiederaufbau der Straße fand nicht statt. Im Bereich der Stephansbrücke befindet sich heute eine Parkanlage. Die Straße selbst hat den Charakter eine Parkweges und war unbenannt. Die Ratsfraktion Bündnis 90/Die Grünen beantragte im Jahr 2004 die Wiederbenennung des Weges als Stephansbrücke. Mit Beschluss des Stadtrats vom 12. Mai 2005 erhielt der Weg seine ursprüngliche Bezeichnung zurück.
Bekannte Personen, die hier lebten:
- Maria Neide, im Einsatz gegen die Cholera-Epidemie 1831 verstorbene Krankenschwester, lebte zumindest um 1823 im Haus Nr. 1.

Sternallee; Stadtteil Altstadt; PLZ 39104
Heute: Steubenallee
Diese Straße war nach der ursprünglich in der Nähe befindlichen Sternschanze benannt.
Sternbogen; Stadtteil Neu Olvenstedt; PLZ 39130
Der Name der Straße geht auf den in der Nähe befindlichen Sternsee zurück.
Sternbrücke; Stadtteile Altstadt und Werder; PLZ 39104 und 39114
Vormals:
- Friedrich-Ebert-Brücke
- Adolf-Hitler-Brücke

Die Sternbrücke überspannt die Stromelbe von der südlichen Altstadt zum Werder. 1721 wurde vor der Südflanke der Festung Magdeburg mit dem Bau des Forts Berge begonnen. Es hatte einen viereckigen Grundriss und wurde im Allgemeinen Der Stern genannt, worauf der Name der Brücke zurückgeht. Sie wurde in den 1920er Jahren gebaut und in den letzten Kriegstagen 1945 gesprengt, von 2002 bis 2005 jedoch wieder aufgebaut.

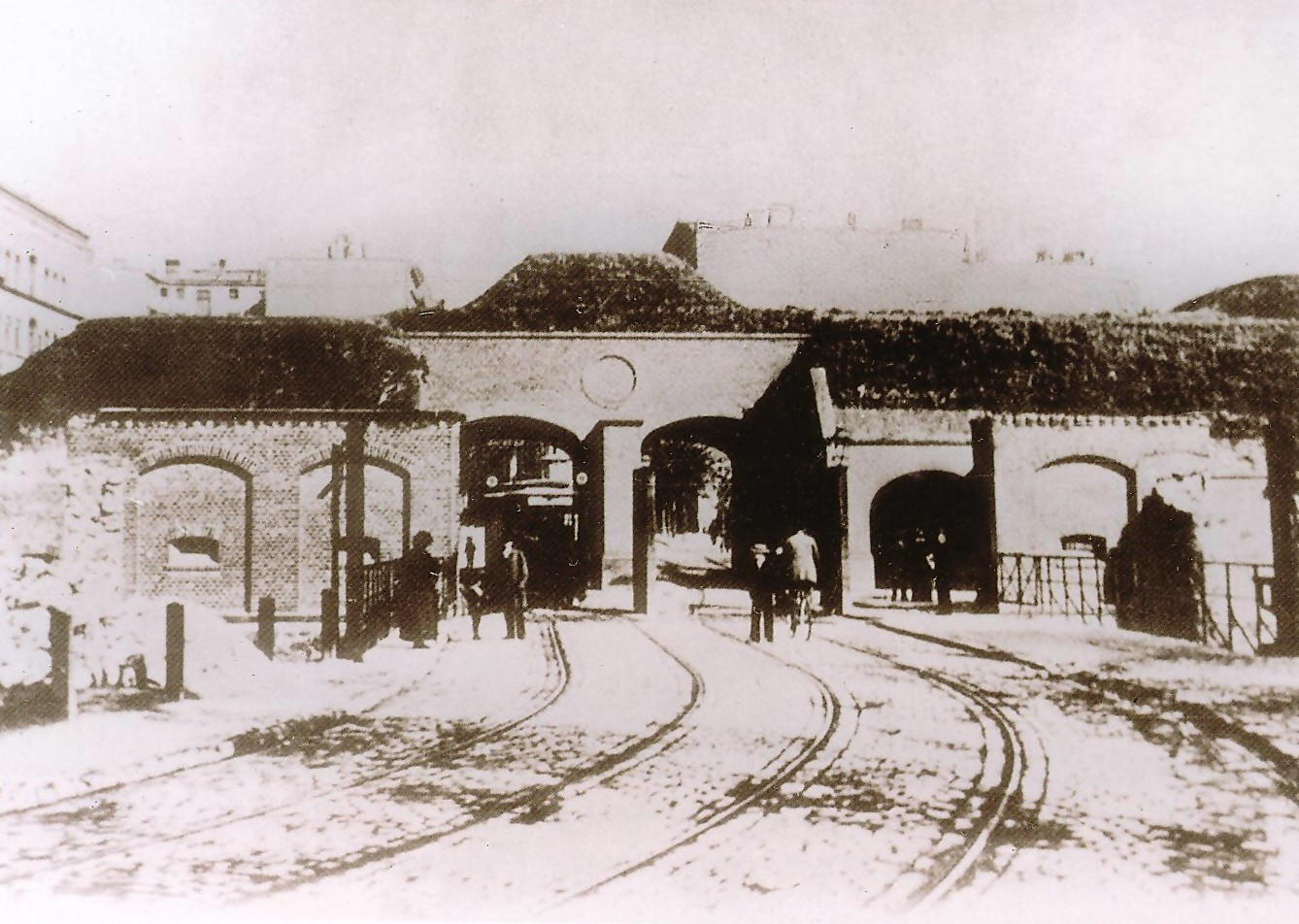
Buckauer Tor in der Sternstraße, 1899

Sternstraße; Stadtteil Alt Olvenstedt; PLZ 39130
Heute: Kleine Sternstraße
Der Name der Straße dürfte auf den in der Nähe befindlichen Sternsee zurückgehen. Nachdem nach der Wende des Jahres 1989 die in der Altstadt befindliche Sternstraße wieder ihren alten Namen erhalten sollte, machte sich zur Vermeidung von Verwechslungen eine Umbenennung der Olvenstedter Sternstraße erforderlich. Es wurde das Wort Kleine hinzugesetzt.
Sternstraße; Stadtteil Altstadt; PLZ 39104
Vormals:
- Sternstraße (nördlicher Teil)
- Seydlitzstraße (südlicher Teil der Sternstraße)
- Lichtenbergstraße (südlicher Teil der Sternstraße)
- Straße der Jugend

Bezeichnet nach dem zwischen der Festung Magdeburg und der Mündung der Klinke in die Elbe ursprünglich einmal gelegenen Fort Berge, welches aufgrund seines Grundrisses „Der Stern“ genannt wurde.
Bekannte Personen, die hier lebten:
- Werner Priegnitz, Magdeburger Heimatforscher, lebte wohl zumindest um 1914 in der elterlichen Wohnung im Haus Nr. 8, in welchem sich auch der väterliche Handelsbetrieb für elektrotechnische Bedarfsartikel befand.

Ehemalige Institutionen, Bauwerke, Denkmäler:
- Buckauer Tor, Das Tor zur Festung Magdeburg bestand etwas südlich der heutigen Einmündung der Planckstraße von 1870 bis 1899.

Stettiner Straße; Stadtteil Stadtfeld Ost; PLZ 39108
Heute: Liebermannstraße
Diese Straße war nach der in Pommern gelegenen, heute zu Polen gehörenden, Stadt Stettin benannt. In der Zeit der DDR wurden dann jedoch Straßen, die nach Orten benannt waren, aus denen die deutsche Bevölkerung nach Ende des Zweiten Weltkrieges vertrieben worden war oder die nicht mehr zu Deutschland gehörten, umbenannt.
Stettiner Weg; Stadtteil Stadtfeld West; PLZ 39110
Diese Straße wurde nach der in Pommern gelegenen, heute zu Polen gehörenden, Stadt Stettin benannt.
Steubenallee; Stadtteile Altstadt und Buckau; PLZ 39104
Vormals: Sternallee
Benannt nach dem amerikanischen General Friedrich Wilhelm von Steuben.
Steubenstraße; Stadtteil Alte Neustadt; PLZ 39106
Später: Eifelstraße (bis 1967)
Heute: Telemannstraße (seit 1967)
Diese Straße war zeitweise nach dem in Magdeburg geborenen amerikanischen General Friedrich Wilhelm von Steuben benannt.
Stichlerweg; Stadtteil Salbke; PLZ 39122
 ?
Stieglitzweg; Stadtteil Stadtfeld West; PLZ 39110
Diese Straße ist nach der Vogelart Stieglitz benannt.
Stiftstraße; Stadtteil Altstadt; PLZ 39104
Die Stiftstraße ging von der Großen Schulstraße, der heutigen westlichen Julius-Bremer-Straße, nach Süden ab. Heute befindet sich an dieser Stelle in etwa der nördliche Eingang zum Kaufhaus Karstadt. Nach den schweren Zerstörungen im Zweiten Weltkrieg erfolgte in der Zeit der DDR ein Wiederaufbau der Stadt, der sich nicht an die gewachsene Stadtstruktur hielt. So verschwand auch die Stiftstraße.
Entstanden war die Straße, als das von der Seidenkramerinnung gestiftete Georgenstift 1815 von seinem ursprünglichen Standort vor dem Sudenburger Tor hierher zog. Erst 1872 wurde die Straße jedoch nach diesem Stift als Stiftstraße benannt.
Stockmannweg; Stadtteil Ottersleben; PLZ 39116
Benannt nach dem Maler Herbert Stockmann.
Die Benennung erfolgte durch den Stadtrat am 8. Juni 2000, war jedoch umstritten. Die Treuhandliegenschaftsgesellschaft mbH (TLG) wollte ein neues Wohngebiet mit 9 neuen Straßen erschließen. Die TLG schlug zur Benennung im Wesentlichen Magdeburger Künstler, so auch Herbert Stockmann, vor. Hiergegen wandte sich die Bürgerinitiative „Bürger für Ottersleben“ e. V. Sie schlug alte Flurbezeichnungen und dörfliche Begriffe zur Benennung vor. Der Stockmannweg sollte danach „Zum Lausehoch“ heißen. Hierbei handelt es sich um eine Erhebung in der Nähe. Die CDU-Ratsfraktion brachte einen entsprechenden Änderungsantrag in den Stadtrat ein. Zur Begründung hieß es Benennungen nach Personen seien in dem Gebiet eher unüblich und es fehle eine Verbindung zu Ottersleben. Der Änderungsantrag fand im Kommunal- und Rechtsausschuss eine Mehrheit. Im Stadtrat wurde der Antrag jedoch abgelehnt, so dass die Straße nach Herbert Stockmann benannt wurde.
Stolberger Straße; Stadtteil Westerhüsen; PLZ 39122
Diese Straße dürfte nach dem im Harz gelegenen Ort Stolberg benannt sein.
Stolzestraße; Stadtteil Stadtfeld Ost; PLZ 39108
Die Benennung der Straße erinnert an den Stenografen Wilhelm Stolze (1798–1867), der ein bedeutendes Stenografiesystem schuf.
Storchenweg; Stadtteil Stadtfeld West; PLZ 39110
Benannt nach der Vogelfamilie der Störche.
Stormstraße; Stadtteil Stadtfeld Ost; PLZ 39108
Die Straße wurde nach dem deutschen Schriftsteller Theodor Storm (1817 bis 1888) benannt.
Straßburger Straße; Stadtteile Altstadt und Alte Neustadt; PLZ 39104 und 39106
Heute:
- unbenannt (nördlicher Teil)
- überbaut (südlicher Teil)

Diese Straße war nach der heute französischen Hauptstadt des Elsass Straßburg benannt. Es sollte damit der Einnahme der Stadt durch deutsche Truppen am 28. September 1870 während des Deutsch-Französischen Kriegs gedacht werden.
Sie verlief von der Listemannstraße nach Norden über die Königstraße, die heutige Walther-Rathenau-Straße, gerade weiter über das heutige Gelände der Otto-von-Guericke-Universität bis zur heute nicht mehr bestehenden Ludolfstraße. Nach den schweren Zerstörungen im Zweiten Weltkrieg erfolgte in der Zeit der DDR ein Wiederaufbau der Stadt, der sich nicht an die gewachsene Stadtstruktur hielt. So verschwand auch die Straßburger Straße. Auf dem südlichen Abschnitt, etwas östlich des Endes der heutigen Weitlingstraße, befindet sich heute eine Grünfläche. Nördlich der Walter-Rathenau-Straße gibt es auf dem Gelände der Universität eine Straße die annähernd dem alten Straßenverlauf entspricht, jedoch unbenannt ist.
Straße A; Stadtteil Reform; PLZ 39118
Liegt in der Karl-Liebknecht-Siedlung. Die für Magdeburg untypischen Straßennamen wurden 1950 durch den damaligen Genossenschaftsvorstand der Siedlung aus Vereinfachungsgründen angeregt, da der Siedlungsname schon so lang war, und es noch keine Postleitzahlen gab.
Straße B; Stadtteil Reform; PLZ 39118
Siehe Straße A.
Straße C; Stadtteil Reform; PLZ 39118
Siehe Straße A.
Straße D; Stadtteil Reform; PLZ 39118
Siehe Straße A.
Straße der DSF; Stadtteil Buckau; PLZ 39104
Heute: Schönebecker Straße
Diese Straße war in der Zeit der DDR nach der DDR-Massenorganisation Gesellschaft für Deutsch-Sowjetische Freundschaft (DSF) benannt.
Straße der FDJ; Stadtteil Neustädter Feld; PLZ 39128
Heute: Am Stadtblick (ab 1991)
Diese Straße war in der Zeit der DDR nach der in der DDR aktiven Massenorganisation Freie Deutsche Jugend (FDJ) benannt. Zum 1. Januar 1991 wurde sie umbenannt, da der bisherige Name als politisch belastet angesehen wurde.
Straße der Jugend; Stadtteil Altstadt; PLZ 39104
Heute: Sternstraße
In der Zeit der DDR war diese Straße zu Ehren der Bevölkerungs- bzw. Altersgruppe Jugend benannt.
Straße der SA; Stadtteil Ottersleben; PLZ 39116
Vormals: Wanzlebener Straße
Später: Straße der Weltjugend
Heute: Geschwister-Scholl-Straße
In der Zeit des Nationalsozialismus war diese Straße nach der paramilitärischen Organisation der NSDAP, der SA, benannt.
Straße der Thälmannpioniere; Stadtteil Alt Olvenstedt; PLZ 39130
Heute: Helmstedter Chaussee
In der DDR war diese Straße nach der Massenorganisation der Thälmannpioniere benannt.
Straße der Völkerfreundschaft; Stadtteile Alt Olvenstedt und Neu Olvenstedt; PLZ 39130
Heute: St.-Josef-Straße
In der Zeit der DDR trug diese Straße den damals in der Staatsideologie verwandten Begriff der Völkerfreundschaft.
Straße der Weltjugend; Stadtteil Ottersleben; PLZ 39116
Vormals:
- Wanzlebener Straße
- Straße der SA

Heute:
- Geschwister-Scholl-Straße

Die Benennung der Straße dürfte wohl auf den Weltbund der Demokratischen Jugend und die von diesem regelmäßig veranstalteten Weltjugendfestspiele verwiesen haben.
Straße des X. Parteitages; Stadtteil Neu Olvenstedt; PLZ 39130
Heute: Johannes-Göderitz-Straße
Diese Straße war nach dem X. Parteitag der SED benannt.
Straße E; Stadtteil Reform; PLZ 39118
Siehe Straße A.
Straße F; Stadtteil Reform; PLZ 39118
Siehe Straße A.
Straße G; Stadtteil Reform; PLZ 39118
Siehe Straße A.
Straße H; Stadtteil Reform; PLZ 39118
Siehe Straße A.
Straße J; Stadtteile Brückfeld und Cracau; PLZ 39114
Heute: Zuckerbusch
 ?
Straße L; Stadtteil Brückfeld; PLZ 39114
Heute: unbenannt
Diese Straße ist noch in den Adressbüchern der Stadt Magdeburg bis 1950/51 aufgeführt. Der Straßenverlauf besteht noch heute, ist jedoch unbenannt. Die Straße verläuft von der Herrenkrugstraße nach Osten zum Biederitzer Weg.
Straße VII; Stadtteil Hopfengarten; PLZ 39120
Heute: ?
 ?
Straße VIII; Stadtteil Hopfengarten; PLZ 39120
Heute: ?
 ?
Straße IX; Stadtteil Hopfengarten; PLZ 39120
Heute: ?
 ?
Stresemannstraße; Stadtteil Altstadt; PLZ 39104
Vormals:
- Hohenzollernstraße
- Stresemannstraße
- Julius-Bremer-Straße (deren westlicher Teil)

Benannt nach dem Reichskanzler und DVP-Politiker Gustav Stresemann.
Struvestraße; Stadtteil Cracau; PLZ 39114
Die Benennung der Straße erinnert an den deutschen Politiker und radikaldemokratischen Revolutionär Gustav Struve.
Sudenburger Straße; Stadtteil Leipziger Straße; PLZ 39112
Diese Straße wurde nach dem Magdeburger Stadtteil Sudenburg benannt. Die Straße verläuft aus Buckau gesehen in die Richtung von Sudenburg.
Sudenburger Wuhne; Stadtteil Sudenburg; PLZ 39112
Der Name der Straße geht auf eine alte in dieser Gegend bestehende Flurbezeichnung zurück.
Sudermannstraße; Stadtteil Stadtfeld Ost; PLZ 39108
Die Benennung der Straße erinnert an den deutschen Schriftsteller und Bühnenautor Hermann Sudermann (1857–1928).
Suderöder Weg; Stadtteil Ottersleben; PLZ 39116
Diese Straße wurde nach dem südlich von Quedlinburg gelegenen Ort Bad Suderode benannt.
Südring; Stadtteil Sudenburg; PLZ 39112
Der Südring gehört zu einem Straßenzug, auf dem die Magdeburger Innenstadt südlich und westlich umfahren werden kann, und befindet sich dabei im südwestlichen Abschnitt dieses Rings.
Südstraße; Stadtteil Buckau; PLZ 39104
Der Name der Straße dürfte wohl auf der geografischen Lage der Straße als im Süden des Stadtteils befindliche und nach Süden führende Straße zurückzuführen sein.
Südstraße; Stadtteil Ottersleben; PLZ 39116
Heute: Stemmerner Straße
Dieser ursprüngliche Name der Straße dürfte wohl auf die, im Verhältnis zur sonstigen Ortslage von Ottersleben, südliche Lage der Straße zurückgehen. Wohl im Zuge der Eingemeindung nach Magdeburg dürfte sie zur Vermeidung von gleichen Benennungen umbenannt worden sein.
Suhler Straße; Stadtteil Westerhüsen; PLZ 39122
Die Straße wurde mit Beschluss des Stadtrates vom 13. September 2001 nach der Stadt Suhl in Thüringen benannt. Auf einem ehemaligen LPG-Gelände sollte ein neues Wohngebiet entstehen. Die so neu entstehenden Straßen erforderten eine Benennung. Die Bürgerinitiative Salbke/Westerhüsen schlug die Verwendung Thüringer Ortsnamen vor, da die Straßen in der Nachbarschaft nach diesem Prinzip benannt waren. Dem folgte der Stadtrat. Auf Vorschlag der Arbeitsgruppe Straßennamen der Stadtverwaltung wurde der Name Suhl gewählt. Begründet wurde dies mit dem hohen Bekanntheitsgrad der Stadt.
Sülldorfer Straße; Stadtteil Salbke; PLZ 39122
Diese Straße wurde nach dem südlich von Magdeburg gelegenen Dorf Sülldorf benannt.
Sülzborn; Stadtteil Sülzegrund; PLZ 39128
Der Straßenname dürfte auf die in geringer Entfernung vorbeifließende Große Sülze Bezug nehmen.
Sülzeanger; Stadtteil Kannenstieg; PLZ 39128
Die Benennung der Straße geht auf die parallel verlaufende Große Sülze zurück.
Sülzeberg; Stadtteil Buckau; PLZ 39104
Der Name der Straße rührt von der örtlichen Gegebenheit her. Die Straße führt von der ehemaligen Mündung der Sülze her bergan nach Buckau hinein.
Sülzeblick; Stadtteil Beyendorf-Sohlen; PLZ 39122
Diese Straße verläuft parallel zum Bachlauf der Sülze.
Sülzlaken-Privatweg; Stadtteil Berliner Chaussee; PLZ 39114
 ?
Sülzwiesen-Privatweg; Stadtteil Berliner Chaussee; PLZ 39114
 ?
Süplinger Weg; Stadtteil Neustädter Feld; PLZ 39128
Vormals: Leutweinstraße
Benannt nach dem in Sachsen-Anhalt, Landkreis Börde, gelegenen Dorf Süplingen.
Swakopmunder Weg; Stadtteil Neustädter Feld; PLZ 39128
Heute: Bittkauer Weg
Diese Straße war nach der in Namibia in Afrika befindlichen Stadt Swakopmund benannt. Hintergrund der Benennung war die ehemalige Funktion des Ortes als Haupthafen der deutschen Kolonie Deutsch-Südwestafrika.
Swinemünder Straße; Stadtteil Stadtfeld Ost; PLZ 39108
Heute: Schadowstraße
Diese Straße war nach der heute zu Polen gehörenden, auf Usedom an der Ostsee liegenden, Stadt Swinemünde benannt. In der Zeit der DDR wurde sie umbenannt. Namen von Orten, aus denen die deutsche Bevölkerung nach dem Zweiten Weltkrieg vertrieben worden war oder die nicht mehr zu Deutschland gehörten, sollten nicht mehr erscheinen.